# Белененсеш
«Белене́нсеш» (порт. Clube de Futebol Os Belenenses) или более известный как (порт. Os Belenenses), португальское произношение: [bɨlɨˈnẽsɨʃ]) — португальский профессиональный футбольный клуб из города Лиссабон, основанный в 1919 году. Чемпион Португалии и трёхкратный обладатель Кубка Португалии по футболу. До основания в 1934 году первого дивизиона Португалии по футболу «Белененсеш» считался одним из самых титулованных и успешных клубов своей страны.
Футболисты «Белененсеша» выигрывали чемпионат Португалии только единожды в сезоне 1945/46, однако вплоть до конца XX века «Белененсеш» был единственным клубом в Португалии, кроме «Большой Тройки» («Бенфика», «Порту», «Спортинг»), кому это удавалось. Только через более чем полвека по итогам сезона 2000/01 к чемпионскому клубу присоединилась пятая команда — «Боавишта».
«Белененсеш» неоднократно представлял свою страну в еврокубках (Кубке ярмарок, Кубке УЕФА, Кубке обладателей кубков УЕФА и Лиге Европы УЕФА), однако успеха на евроарене добился только в Кубке Интертото став его обладателем в 1975 году.
Домашние матчи проводит на стадионе «Ду Рештелу» (который принадлежит частному инвестору из Литвы, который также владеет миноритарным пакетом акций клуба), вмещающем 32 500 зрителей.

## История

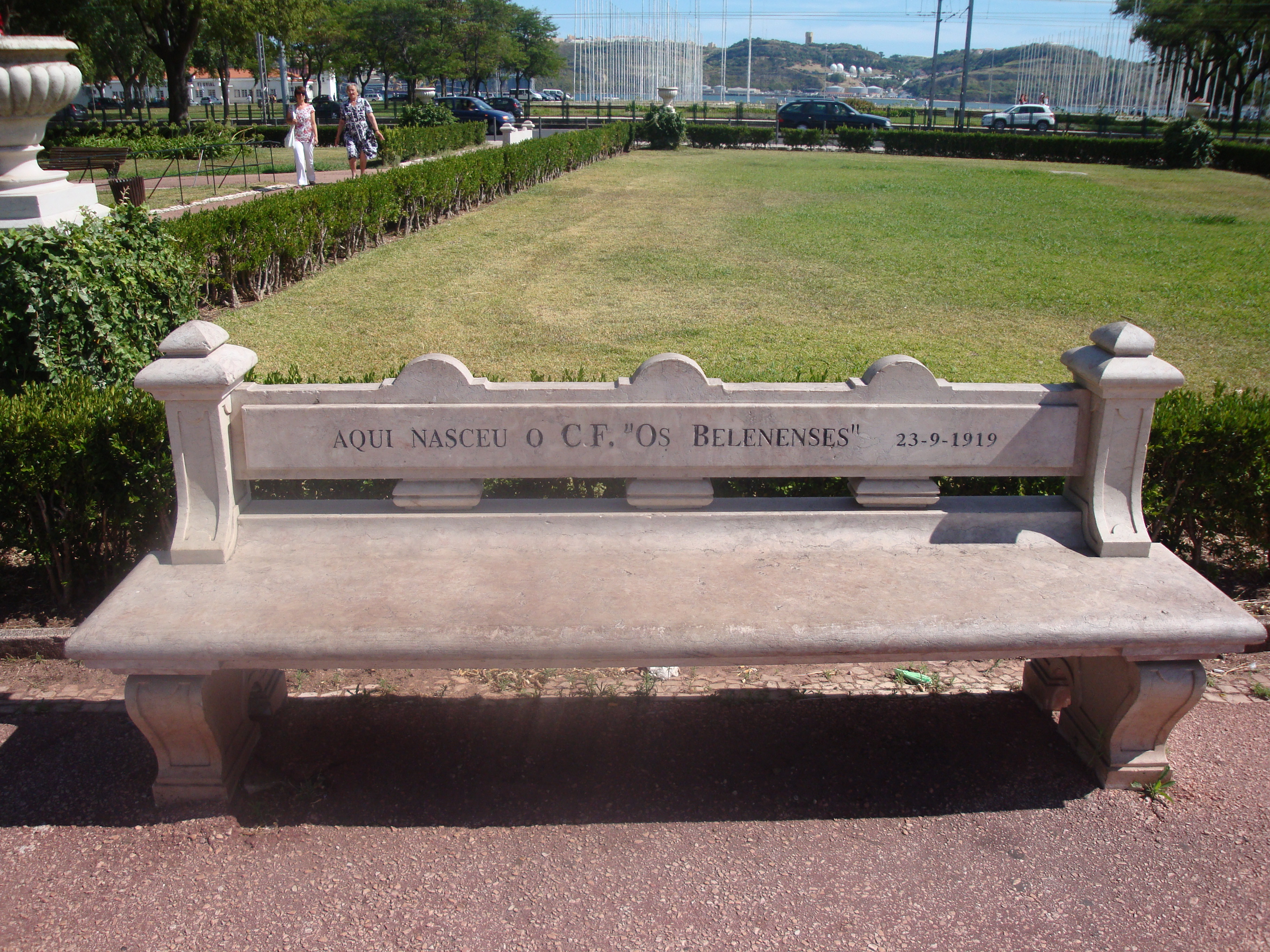
Памятная каменная скамья установления на месте рождения «Белене́нсеша».

В начале ХХ столетия в юго-западной части Лиссабона — Санта-Мария-де-Белен существовал футбольный клуб «Спорт Униао Белененсе» исчезнувший в 1919 году. В одну из летних ночей того же года группа местных энтузиастов: Артур Жозе Перейра, его брат Франциско, Энрике Коста, Карлос Собрал, Жоаким Диас, Жулио Тейшейра Гомеш, Мануэль Велозу и Ромуальдо Богальу загорелись идеей создать новый футбольный клуб. 23 сентября 1919 года после ряда встреч и обсуждений на Площади Афонсу де Альбукерке было официально объявлено о создании нового футбольного клуба — «Белененсеша». Пройдя регистрацию в Лиссабонской футбольной ассоциации, клуб получил порядковый номер 64. Стоит отметить, что многие из основателей новой команды ранее были игроками других футбольных клубов столицы, таких как «Спортинг» и «Бенфика» однако покинули их ради возможности представлять, свой родной район Белен. 30 ноября 1919 года «Белененсеш» сыграл свой первый в истории матч, одержав минимальную победу над «Виторией Себатул» 1:0. В сезоне 1919/20 несмотря на статус дебютанта команда вышла в финал чемпионата Лиссабона однако проиграла «Бенфике». 10 июня 1921 года «Белененсеш» одержал свою первую международную победу обыграв в товарищеском матче испанскую «Севилью» со счётом 2:0.

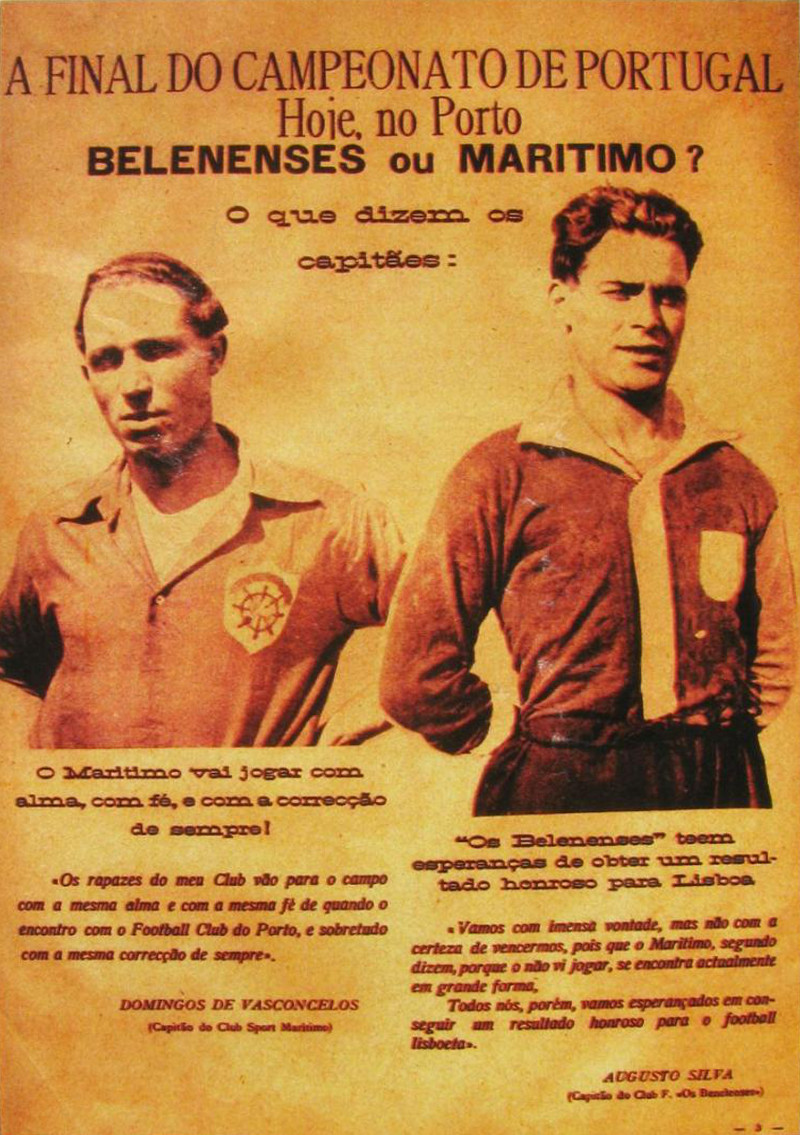
Аугусту Силва (справа) на листовке финала чемпионата Португалии 1926 года.

26 февраля 1926 года в возрасте 18 лет на 75-й минуте матча против «Бенфики» за «Белененсеш» дебютировал Жозе Мануэль Соареш, более известный как Пепе. На момент его выхода на поле команда проигрывала со счётом 4:1, однако закончила матч со счётом 4:5. Решающий пенальти забитый Пепе, как и эта победа породила крылатое выражение «четверть часа для „Белененсеша“» актуальное в футбольном сленге страны и по сей день. 6 июня 1926 года команда впервые сыграла в финале национального чемпионата Португалии по футболу. Соперником «Белененсеша» стал клуб из архипелага Мадейра — «Маритиму» для которого этот финал также стал первым. Пропустив первый гол на 55 минуте «Белененсеш» не оставлял попытки вернуть себе инициативу в матче, однако после удаления на 70 минуте капитана Белененсеша" Аугусту Силвы исход матча по сути был предрешён. Игра закончилась со счётом 2:0, а команда упустила свою первую возможность стать чемпионом страны. Впрочем, ожидать новой возможности «Белененсешу» пришлось недолго, и уже в следующем году команда вновь вышла в финал национального чемпионата. 12 июня 1927 года благодаря уверенной победе 3:0 над «Виторией Сетубал» клуб впервые становится чемпионом Португалии. В следующем году именно из-за поражения от «Витории Сетубал» 13 мая 1928 года в четвертьфинале национального чемпионата «Белененсеш» не смог защитить своё чемпионство. 29 января 1928 года «Белененсеш» торжественно открывает свой новый стадион «Кампо даш Салесиаш». 9 июня 1929 года после тяжёлой победы над «Виторией Себатул» в полуфинале национального чемпионата команда вновь выходит в финал турнира. 16 июня 1929 года «Белененсеш» завоёвывает своё второе чемпионство благодаря победе над «Униао Лиссабон» со счётом 2:1.
В дальнейшие годы клуб дважды не проходил стадию полуфинала национального чемпионата, и только в 1932 году получил шанс вновь побороться за чемпионство Португалии. Соперником «Белененсеша» в финале стал клуб из одноимённого города — «Порту». Состоявшийся 30 июня 1932 года финал, даже после дополнительного времени матч и не смог определить победителя закончившись со счётом 4:4. 17 июля 1932 года по итогам переигровки «Порту» все же одерживает верх над «Белененсеш» со счётом 2:1 и завоёвывает свой третий титул, став на тот момент самым титулованным клубом страны. 2 июля 1933 года одержав верх над лиссабонским «Спортингом» со счётом 3:1 в финале следующего национального первенства «Белененсеш» завоёвывает своё третье чемпионство, вновь сравнявшись с «Порту» по титулам. Этот успех, наряду с прошлыми достижениями сделал «Белененсеш» одним из самых титулованных клубов Португалии своего времени, и участником так называемой «большой четвёрки» вместе с «Спортингом», «Порту» и «Бенфикой».

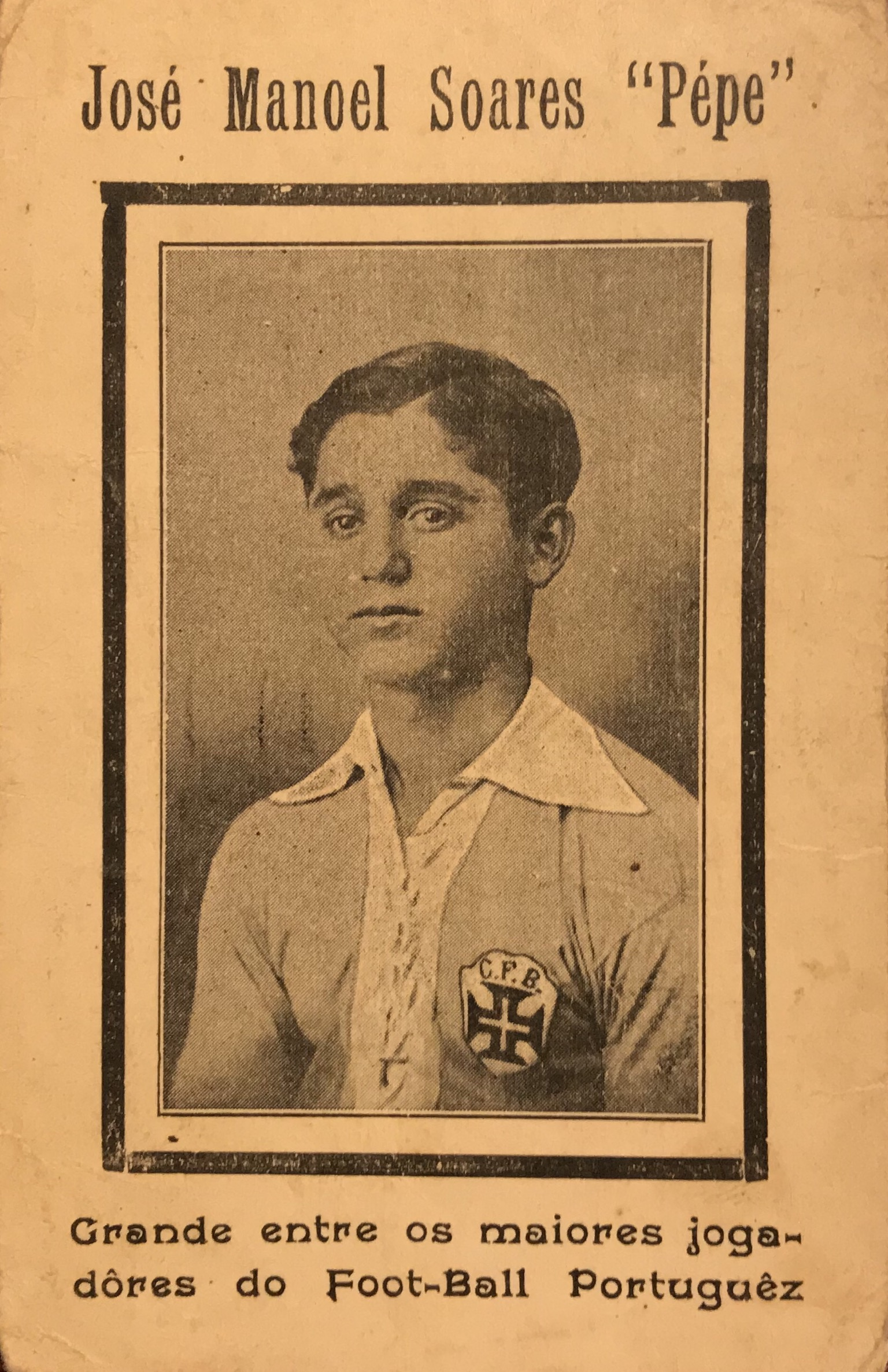
Пепе Соареш на старой почтовой карточке.

В 1934 году «Белененсеш» стал одним из основателей Примейра-лиги, нового формата чемпионата Португалии, однако в дебютном для себя сезоне занял только 4-е место. В то же время национальный чемпионат Португалии продолжил существовать до 1938 года, пока он не был переформатирован в Кубок Португалии по футболу. В сезоне 1936/37 «Белененсеш» имел возможность впервые выиграть новый чемпионат, однако уступил чемпионство «Бенфике» отстав от последней всего на одно очко в турнирной таблице. В 1937 году после ряда ремонтных работ и улучшений «Кампо даш Салесиаш» был признан лучшим стадионом Португалии того времени. В том же году арена получила новое имя — «Эштадиу Жозе Мануэль Соареш» в честь трагически умершего в 1931 году Пепе Соареша. Юной легенды «Белененсеша» и одного из лучших футболистов Португалии своего времени. Усилиями руководства клуба «Эштадиу Жозе Мануэль Соареш» не только стал постоянным местом проведения финалов Кубка Португалии (начиная с самого первого в 1939 году, но за исключением тех игр, в которых «Белененсеша» был финалистом) а также домом для национальной сборной Португалии вплоть до открытия в 1944 году, построенного для матчей высокого уровня «Эштадиу Насьонал». В сезоне 1941/42 клуб выигрывает свой первый Кубок Португалии по футболу, благодаря победе над «Виторией Гимарайнш» со счетом 2:0. До этого успеха команды дважды подряд, упускала трофей в финалах кубка розыгрышей 1939/40 и 1940/41, потерпев поражение от «Бенфики» и «Спортинга».
В 1944 году на пост тренера «Белененсеша» вновь возвращается его бывший капитан и один из лучших игроков сборной Португалии своего времени — Аугусту Силва, ранее уже возглавлявший клуб в сезонах 1938/39 и 1941/42. С его приходом в сезоне 1945/46 клуб включился в напряженную и изнурительную гонку за долгожданным золотом. Решающей игрой сезона для «Белененсеша» стал матч против «Спорт Лисбоа Элваш», филиала «Бенфики», которая являлась главным претендентом на золото того сезона и всячески пыталась не допустить триумфа команды Силвы. В чрезвычайно напряженном выездном матче 26 мая 1946 года «Белененсеш» победил «Спорт Лисбоа Элваш» со счетом 1:2, тем самым положив конец главной интриге того сезона. Так после ряда бронзовых медалей чемпионата в сезонах 1939/40, 1940/41, 1941/42, 1942/43 и 1944/45, «Белененсеш» впервые завоевал титул чемпиона Португалии. Данное чемпионство стало единственным в тренерской карьере Силвы однако оно записало его имя золотыми буквами не только в истории родного клуба а и португальского футбола в целом. По итогам сезона 1946/47 «Белененсеш» не смог защитить чемпионство и выигрывает лишь бронзовые медали чемпионата. 14 декабря 1947 года «Белененсеш» сыграл в матче открытия стадиона «Сантьяго Бернабеу» с мадридским «Реалом», что стало началом дружбы этих команд. В дальнейшем клуб предпринимал попытки повторить успех 1946 года, однако, становился лишь бронзовым призёром в сезонах 1947/48, 1948/49 и 1952/53. В сезоне 1954/55 «Белененсеш» был как никогда близок к тому, чтоб стать двукратным чемпионом страны, однако стал только серебряным призёром чемпионата Португалии, уступив чемпионство «Бенфике», с которой, имел одинаковое количество очков, но проигрывал ей по показателям. В сезоне 1959/60 «Белененсеш» в очередной раз стал бронзовым призёром чемпионата, однако порадовал болельщиков победой над «Спортингом» со счетом 2:1 в финале Кубка Португалии став его двукратным обладателем. Этот успех открывает «Белененсешу» дорогу в еврокубки и стабильное участие в Кубке Ярмарок до середины 60-х годов.

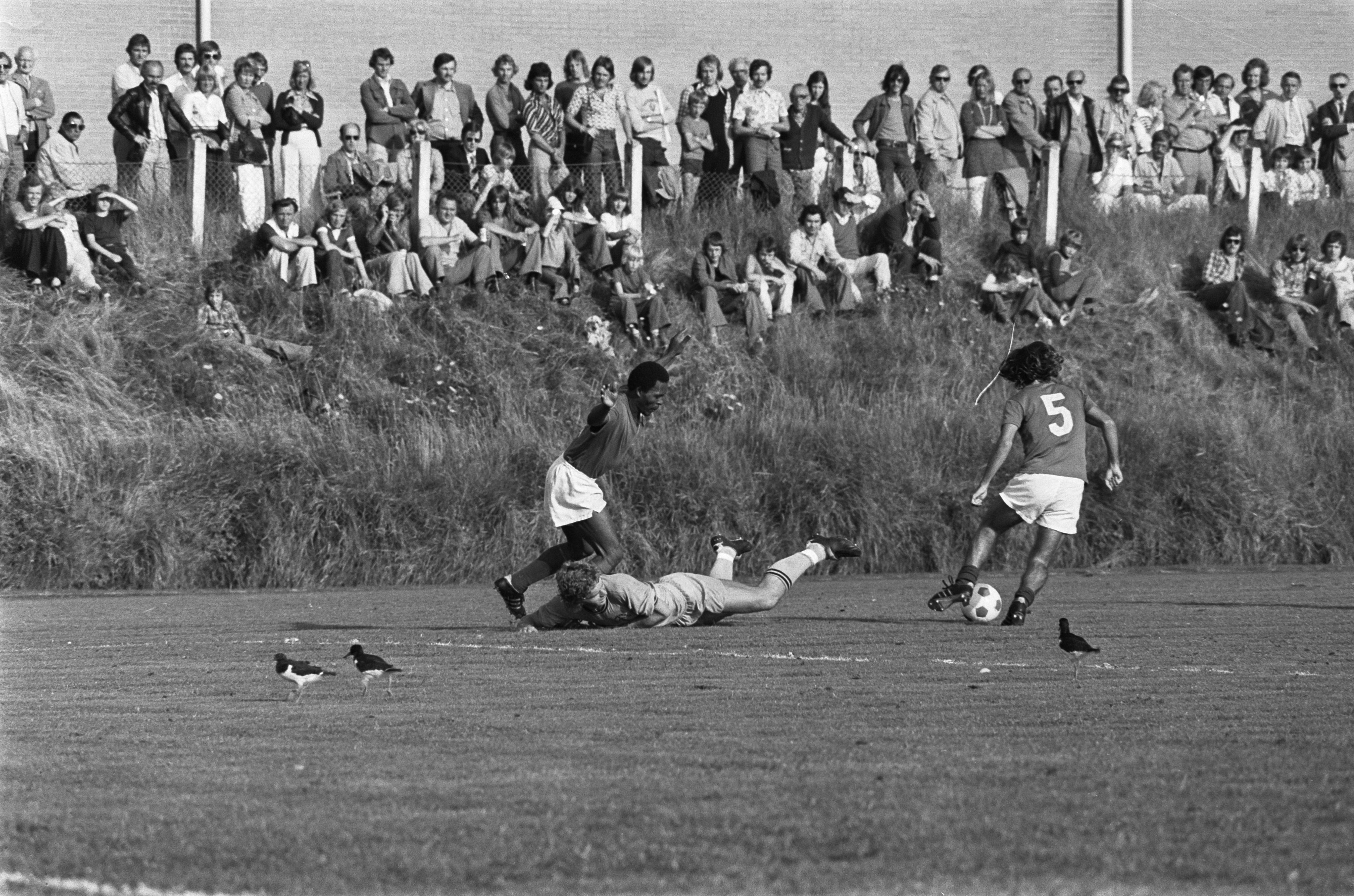
«Амстердам» — «Белененсеш». Кубок Интертото 1975.

Именно 60-е годы стали периодом, который многие связывают с концом золотой эпохи «Белененсеша» и началом постепенного превращения «Большой четвёрки» в «Большую тройку». Серьёзно поспорить с этим мог разве что сезон 1972/73, в котором «Белененсеш» третий раз в своей истории стал серебряным призёром чемпионата Португалии, однако в отличие от «серебра» прошлых лет, отрыв от золота был равен 18 очкам. В 1972 году «Реал Мадрид» с которым все эти годы «Белененсеш» поддерживал дружеские отношения пригласил команду на товарищеский матч дабы отметить этим серебряный юбилей Сантьяго Бернабеу. По итогам встречи мадридцы победили гостей со счетом 2:1. В сезоне 1973/74 «Белененсеш» дебютирует в Кубке УЕФА, однако сразу же проигрывает английскому «Вулверхэмптону» и вылетает из турнира. Удачно начав сезон 1975/76, 12 октября 1975 года на глазах более 60 000 зрителей «Белененсеш» со счетом 4:2 одерживает победу над «Бенфикой» обеспечив себе выход на первое место в турнирной таблице. В дальнейшем растеряв свое преимущество «Белененсеш» завоевывает только бронзу чемпионата, однако порадовал болельщиков, добившись своего первого международного успеха, выиграв Кубок Интертото.
Беспрецедентным случаем в истории клуба стали итоги сезона 1981/82. «Белененсеш», стоявший у истоков элитного дивизиона чемпионата Португалии, впервые покинул его с 1934 года. В элиту «Белененсеш» вернулся уже в сезоне 1984/85, тем самым начав небольшой период стабильных выступлений, который отметился неплохими местами в верхней половине таблицы, среди которых, можно выделить бронзовые медали сезона 1987/88. В сезоне 1985/86 «Белененсеш» выходит в финал Кубка Португалии, однако проигрывает «Бенфике» со счетом 2:0. Возможность взять реванш выпала «Белененсешу» в розыгрыше трофея сезона 1988/89. Благодаря победе над «Бенфикой» со счетом 2:1 команда становится 3-кратным обладателем Кубка Португалии по футболу. Этот успешный период позволяет «Белененсешу» вновь напомнить о себе в еврокубках. В сезоне 1987/88 клуб отметился минимальной домашней победой над каталонской «Барселоной» 1:0 в рамках Кубка УЕФА, а в сезоне 1988/89 команда сенсационно выбивает из турнира действующего чемпиона леверкузенский «Байер». Завершением этого недолгого периода успеха и стабильности стал сезон 1990/91, по итогам которого, «Белененсеш» во второй раз в своей истории вылетает из элиты, однако сразу же возвращается в неё по итогам сезона 1991/92. 90-е становятся для клуба периодом взлетов и падений, а также серьёзных финансовых проблем с которыми «Белененсеш» сталкивается ближе к концу десятилетия.

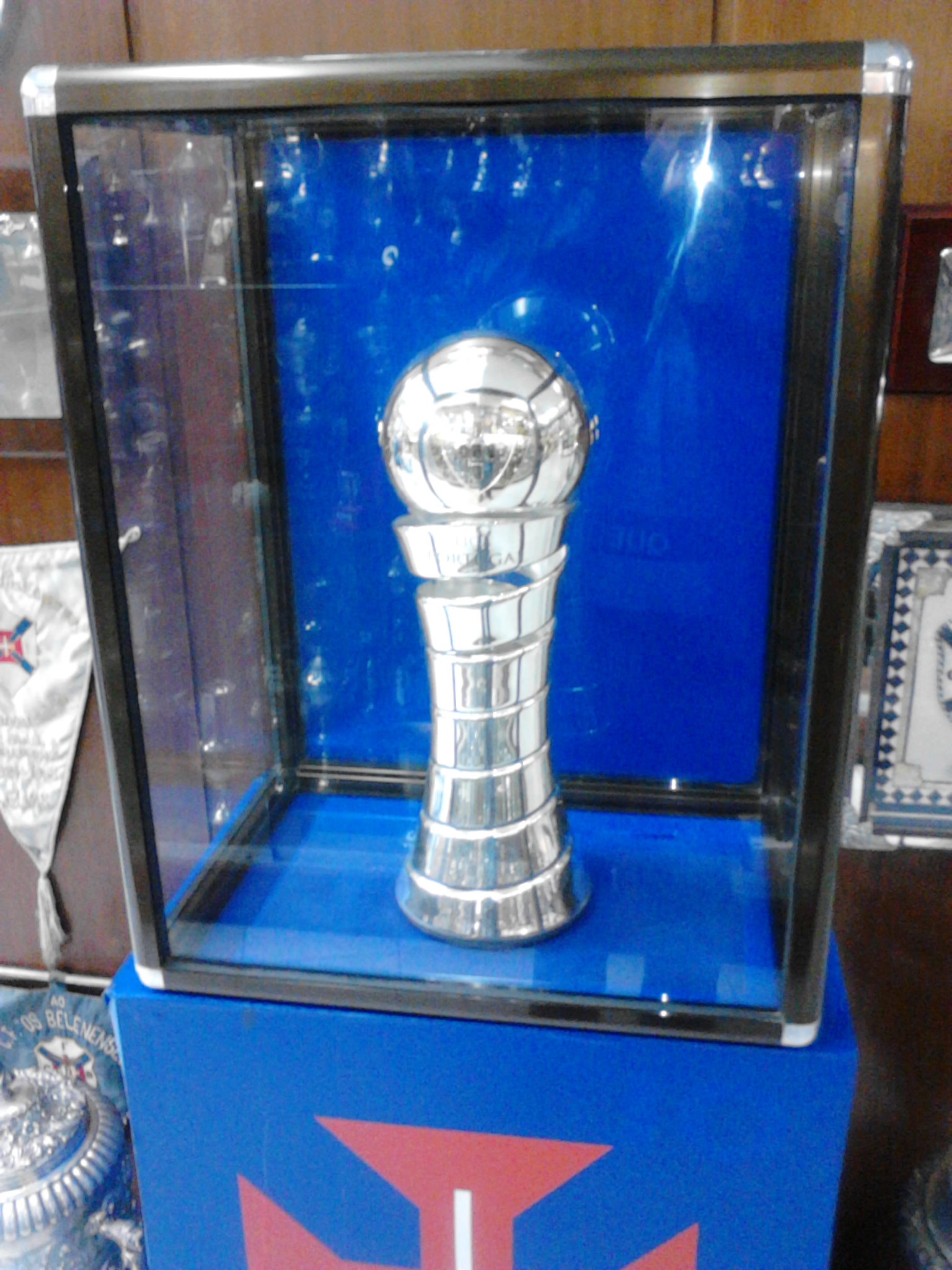
Чемпионский трофей Сегунда лиги выигранный клубом в сезоне 2012/13.

В сезоне 2005/2006 «Белененсеш» занял 15-е место в и должен был вылететь из Примейры, но ввиду того, что в «Жил Висенте» играл незарегистрированный в FIFA профессиональный футболист, клуб смог избежать вылета из элиты ввиду понижения в классе «Жил Висенте». В 19 апреля 2007 года пройдя «Брагу» в дополнительное время со счетом 2:1, «Белененсеш» выходит в финал Кубка Португалии, впервые с 1989 года. Соперником клуба в финале стал серебряный призёр того сезона лиссабонский «Спортинг». 27 мая 2007 года в напряженном матче на «Эштадиу Насьонал» «Спортинг» одерживает минимальную победу над «Белененсешем» со счетом 1:0. Исход финала был неизвестен почти до последних минут матча, так как решающий гол был забит Лиедсоном на 87 минуте. Благодаря успеху в национальном кубке «Белененсеш» получил право на квалификацию Кубка УЕФА 2007/08. В результате неудачного жребия клуб получает в противники по первому квалификационному раунду мюнхенскую «Баварию». В первом матче показав хорошую игру на выезде «Белененсеш» потерпел минимальное поражение 1:0. В ответном матче на «Ду Рештелу» португальцы терпят поражение 2:0, и так по итогам двух встреч со счетом 0:3 «Белененсеш» вылетает из Кубка УЕФА. В сезоне 2008/2009 «Белененсеш» снова занял 15-е место, но из-за финансовых проблем из числа участников чемпионата была исключена «Эштрела», занявшая 11 место. В сезоне 2009/10 «Белененсеш» все же покидает элиту и тримфально возвращается в неё в 2013 году. По итогам сезона 2014/15 «Белененсеш» занял 6 место в турнирной таблице тем самым, получив право на квалификацию Лиги Европы. Свое возвращение в еврокубки клуб начал с прохода в отборочных раундах шведского «Гетеборга» и австрийского «Альтаха». В групповом этапе соперниками «Белененсеша» стали: швейцарский «Базель», итальянская «Фиорентина» и польский «Лех». По итогам группового этапа «Белененсеш» занял последнее место в своей группе. Команда неожиданно победила на выезде «Базель» со счетом 2:1, однако дважды сыграла вничью с «Лехом», проиграла обе встречи с «Фиорентиной» и ответный матч «Базелю».

### Разделение
С сезона 2018/19 место «Белененсеша» в Примейре занял новый клуб «Белененсеш САД». Все это стало финальной точкой во внутреннем конфликте, который уходит корнями в 1999 год, когда «Белененсеш» создал публичную компанию для управления своей футбольной секцией. В 2012 году на фоне финансовых проблем 51 % SAD отошёл стороннему инвестору Codecity. При этом стороны заключили договор, регулирующий взаимоотношения клуба и публичной компании (SAD), включая возможность выкупить свои акции обратно. Через несколько лет Codecity под предлогом нарушения договора клубом разрывает сделку. В 2017 году Спортивный арбитражный суд встал на сторону «Белененсеша» признав договор не действительным, тем самым дав возможность клубу вернуть контроль над своей секцией и выкупить её акции у Codecity. Ожидаемо судовые разбирательства на этот счет продолжились и компромисса между сторонами так и не предвиделось. В 2018 году по истечении срока протокола регулирующего отношения между «Белененсеш» и «Белененсеш-САД», публичная компания отказалась от любых переговоров о новом контракте с клубом. 1 июля 2018 года «Белененсеш-САД» стал независимым клубом и был принят в Лиссабонскую футбольную ассоциацию получив регистрационный номер 1198. Стоит отметить, что новый клуб не мог претендовать на титулы и историю оригинального клуба, как и использовать «Ду Рештелу» в дальнейшем, однако «Белененсеш-САД» удалось через суд добиться места оригинального клуба в Примейре. Так «Белененсеш» вынужден был начать сезон 2018/19 в низшем (шестом) уровне в лиссабонской региональной лиге. Первые матчи «Белененсеш-САД» в элите поставили антирекорд Примейры по посещаемости — всего по несколько сотен зрителей, в то время как поддержать оригинальный клуб в любительской лиге стабильно приходило около 5000 болельщиков. В ноябре 2018 года «Белененсеш-САД» по решению суда не мог больше использовать символику оригинального клуба и его название. В марте 2019 года клуб сократил свое название до «Б-САД» и представил новый логотип. По итогам сезона 2022/23 «Белененсеш» вышел в Сегунда лигу, в то время как «Б-САД» вылетел в третий дивизион, но не получил там лицензию на следующий сезон.

## Достижения

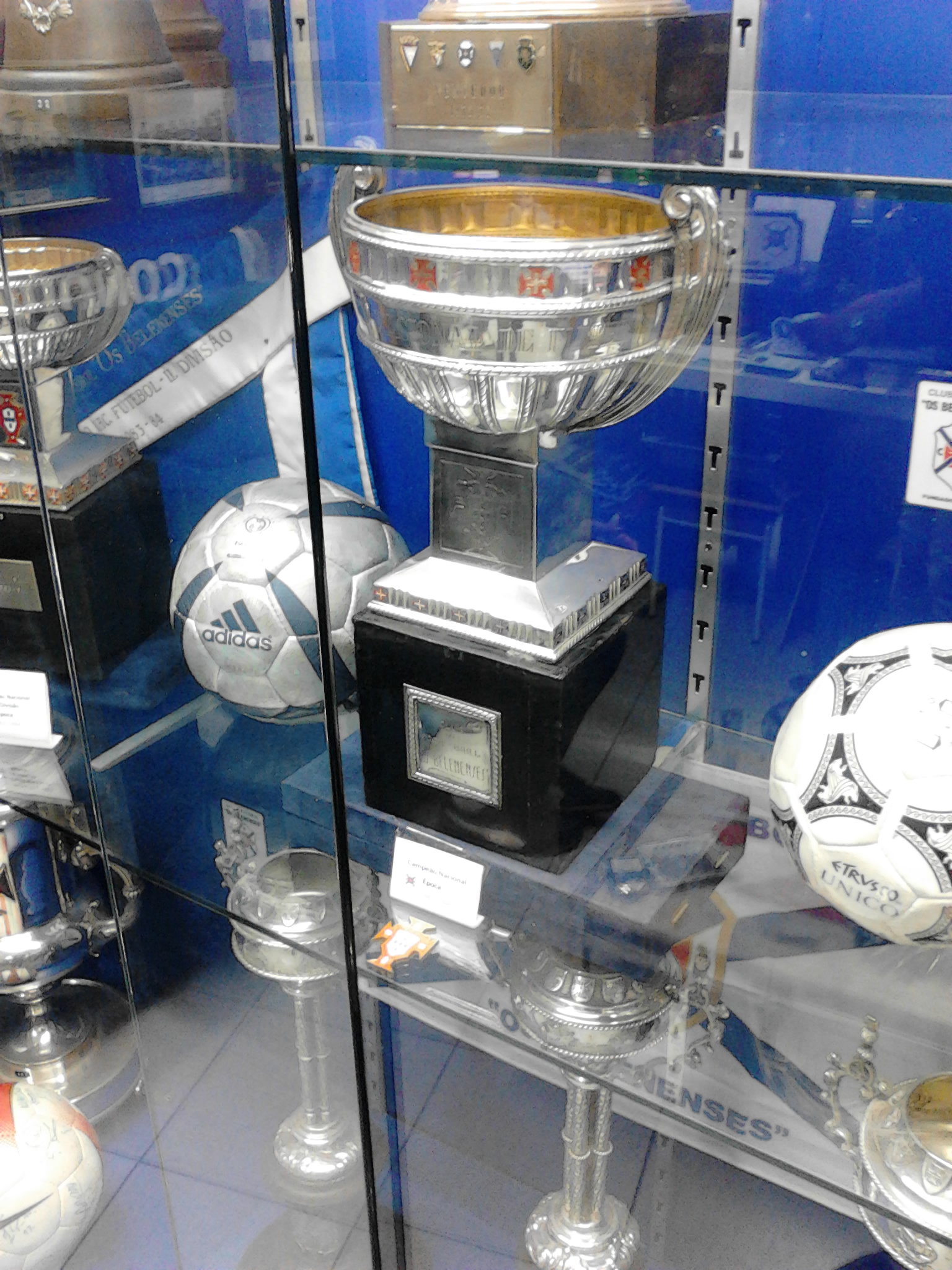
Выигранный в 1946 году чемпионский трофей в экспозиции клубного музея.

### Национальные
- Примейра-лига
  - Чемпион: 1945/46
  - Вице-чемпион (3): 1936/37, 1954/55, 1972/73
- Кубок Португалии
  - Обладатель (3): 1941/42, 1959/60, 1988/89
  - Финалист (5): 1939/40, 1940/41, 1947/48, 1985/86, 2006/07

- Чемпионат Португалии по футболу

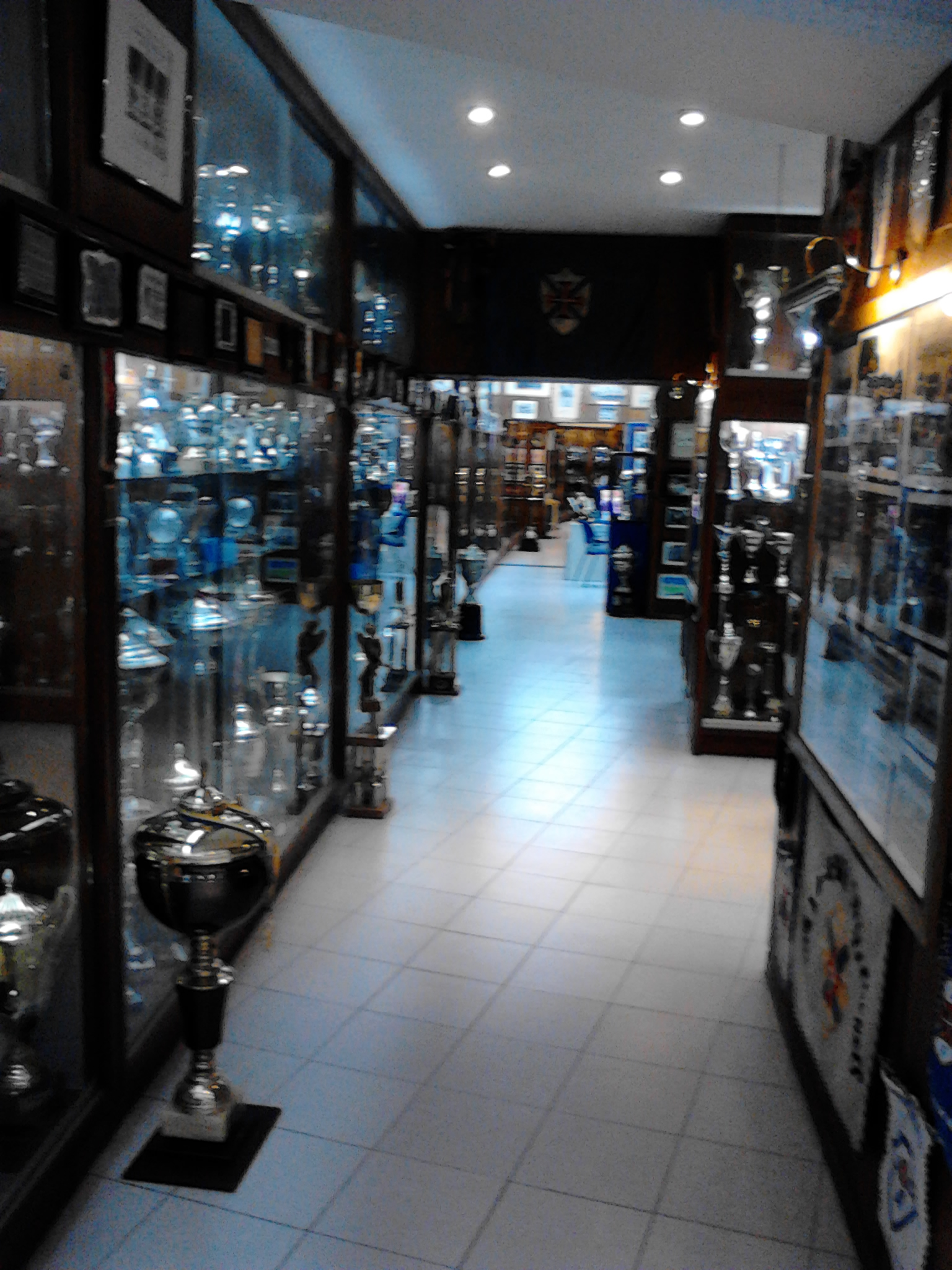
Панорама многочисленных трофеев «Белененсеша»

  - Чемпион (3): 1926/27, 1928/29, 1932/33
  - Финалист (3): 1925/26, 1931/32, 1935/36
- Сегунда лига
  - Чемпион (2): 1983/84, 2012/13
  - Вице-чемпион (2): 1991/92, 1998/99

### Международные
- Кубок Интертото
  - Обладатель: 1975

### Региональные
- Чемпионат Лиссабона
  - Чемпион (6): 1925/26, 1928/29, 1929/30, 1931/32, 1943/44, 1945/46
- Кубок Лиссабона
  - Обладатель (6): 1959/60, 1960/61, 1969/70, 1975/76, 1989/90, 1993/94
  - Финалист (6): 1964/65, 1970/71, 1971/72, 1979/80, 1983/84, 1985/86

## Награды
| Страна     | Дата вручения         | Награда                        | Награда                        | Особые обозначения |
| ---------- | --------------------- | ------------------------------ | ------------------------------ | ------------------ |
| Португалия | 5 октября 1933 года   | Орден Христа                   | Орден Христа                   |                    |
| Португалия | 5 октября 1933 года   | Орден Заслуг                   | Орден Заслуг                   |                    |
| Португалия | 23 сентября 1956 года | Медаль за спортивные заслуги   | Медаль за спортивные заслуги   |                    |
| Португалия |                       | Золотая медаль города Лиссабон | Золотая медаль города Лиссабон |                    |

## Стадион

### Ду Рештелу

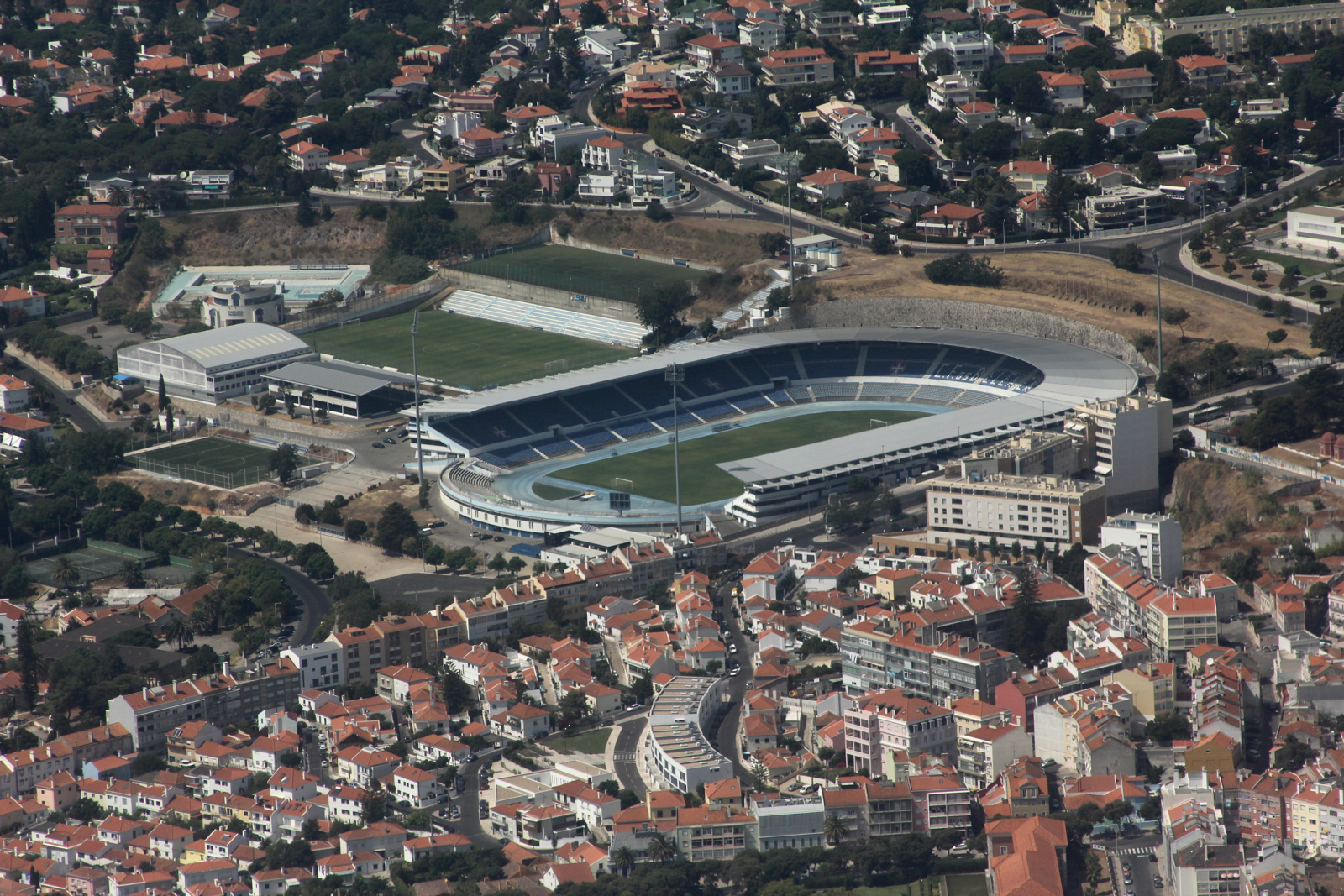
Ду Рештелу является домашней ареной «Белененсеша» с 1956 года.

«Ду Рештелу» (порт. Estádio do Restelo) — мультиспортивный стадион в городе Лиссабон в округе Санта-Мария-де-Белен позади реконструированного монастыря Жеронимуш. Является домашней ареной клуба «Белененсеш» с момента своего открытия 23 сентября 1956 года заменив в этом статусе «Кампо даш Салесиаш». В своем первом официальном матче на новой арене «Белененсеш» одержал победу над «Виторией» из Сетубала со счётом 5:1 и оставался непобеждённым на «Ду Рештелу» около полутора лет. Изначально вместительность стадиона составляла 44 000 мест, однако со временем количество мест увеличилось до более чем 60 000. 12 октября 1975 года, матч против «Бенфики» привлек на трибуны более чем 60 000 болельщиков. Встреча завершилась победой «Белененсеша» со счетом 4:2, что обеспечило команде выход на первое место в турнирной таблице. Дальнейшие годы отметились тенденцией к постепенному снижению количества мест к нынешним 25 000. В период с 1980 по 2002 годы сборная Португалии провела на «Ду Рештелу» шесть товарищеских матчей. Несмотря на то, что «Ду Рештелу» не попал в список арен проходившего в стране ЕВРО-2004, во время финальной стадии турнира стадион использовался как тренировочная база сборной Италии по футболу. В 2006 году клуб торжественно отметил 50-летие арены. 22 мая 2014 года «Ду Рештелу» принял финал Лиги чемпионов УЕФА среди женщин. В 2019 году «Ду Рештелу» поставил рекорд страны по посещаемости женского футбольного матча. Этот игрой стал благотворительный матч между женскими командами «Бенфики» и «Спортинга» организованный Португальской футбольной федерацией при содействии «Белененсеша» в поддержку Мозамбика пострадавшего от тропичного циклона Идай.
«Ду Рештелу» считается одним из самых красивых стадионов Португалии, а также славится прекрасным видом на реку Тэжу, который, демонстрировался множеству высоких иностранных гостей, от королевы Великобритании до императора Эфиопии. 10 мая 1991 года Папа Римский Иоанн Павел II провёл на стадионе богослужение, которое собрало 100 тыс. человек. «Ду Рештелу» неоднократно использовался для концертов как португальских, так и иностранных музыкантов. В 1996 году «Ду Рештелу» принял один из концертов мирового турне группы AC/DC. В 2000 году американская хард-рок группа Pearl Jam записала здесь живой альбом. 2 июля 2005 года группа Queen вместе с Полом Роджерсом начала концертом на «Ду Рештелу» свой On Tour Summer. Этот концерт стал первым для Queen в Португалии и также первым для группы за 19 лет, сыгранным на стадионе. 1 мая 2019 года на стадионе проходил концерт группы Metallica в рамках их WorldWired Tour. Среди других известных исполнителей, чьи концерты проходили на «Ду Рештелу» можно отметить: The Police, The Killers, Radiohead и Slipknot.

### Памятник Пепе Соарешу

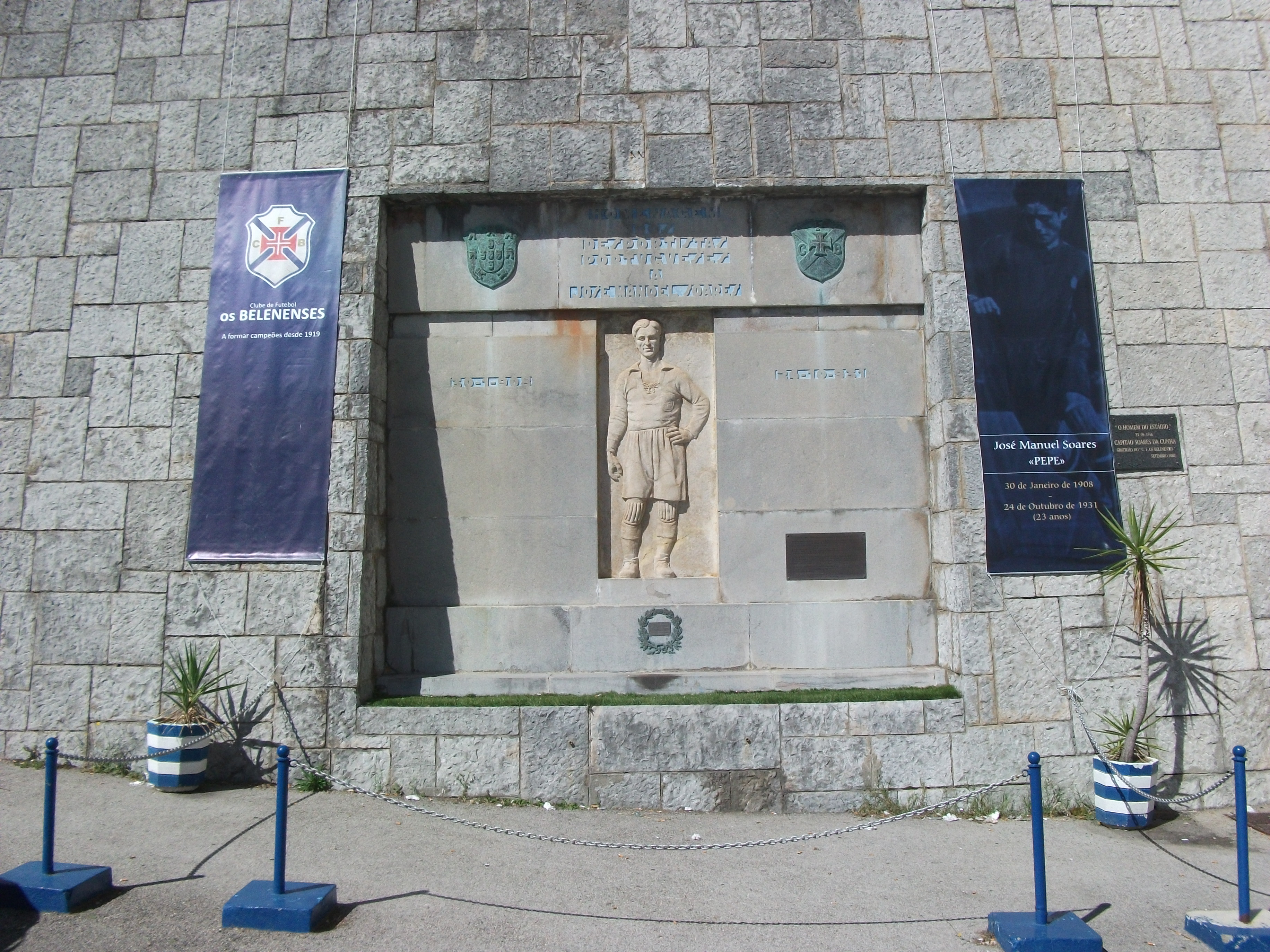
Памятник Пепе Суарешу у входа на Ду Рештелу.

Одной из визитных карточек «Ду Рештелу» является расположенный у входа на арену памятник Жозе Мануэлю Соарешу, легенде «Белененсеша» и сборной Португалии трагически погибшему в возрасте 23 лет. Данный памятник был установлен в память о юном футболисте ещё в 1932 году на «Кампо даш Салесиаш», позже переименованном в его честь, и был перенесен «Белененсешем» на новую арену в 1956 году.
В общей сложности Пепе Соареш провел за «Беленешсеш» 140 матчей, запомнившись болельщикам клуба феноменальным бомбардиром и многообещающим в плане таланта игроком. И по сей день, личный рекорд Пепе в 10 голов в одном официальном матче остается непобитым. Для юного футболиста работающего ремонтником в военно-морском арсенале, игра за клуб была не только приятным хобби, а и дополнительным заработком, возможностью помочь своей семье. Несмотря на свою короткую карьеру и оставшимся полностью нераскрытым потенциале Пепе Соареш и по сей день считается лучшим португальским футболистом своего времени. Его смерть стала большим потрясением не только для «Белененсеша» а и для национальной сборной Португалии, видевших в юном футболисте большой потенциал и будущее. Церемония прощания с Пепе собрала тысячи неравнодушным людей на улицах Лиссабона желающих проститься с юной легендой. Попрощаться с ним приехали даже футболисты из-за заграницы, одним из таких был известный испанский вратарь Рикардо Самора.
По традиции каждый раз, когда футболисты «Порту» приезжают на «Ду Рештелу» они оставляют перед началом игры венок у статуи Соарешу. Сам же игрок к данному клубу никакого отношения не имел.

### Музей Мануэля Бульозы
Функционирующая при «Ду Рештелу» «комната трофеев» «Белененсеша» в которой, собрано более чем 10 000 трофеев выигранных клубом в различных видах спорта начиная с 1919 года. Носит имя Мануэля Бульозы, президента генеральной ассамблеи клуба в период с 1971 по 1975 годы, а также человека, посвятившего более 50 лет своей жизни работе на благо клуба.

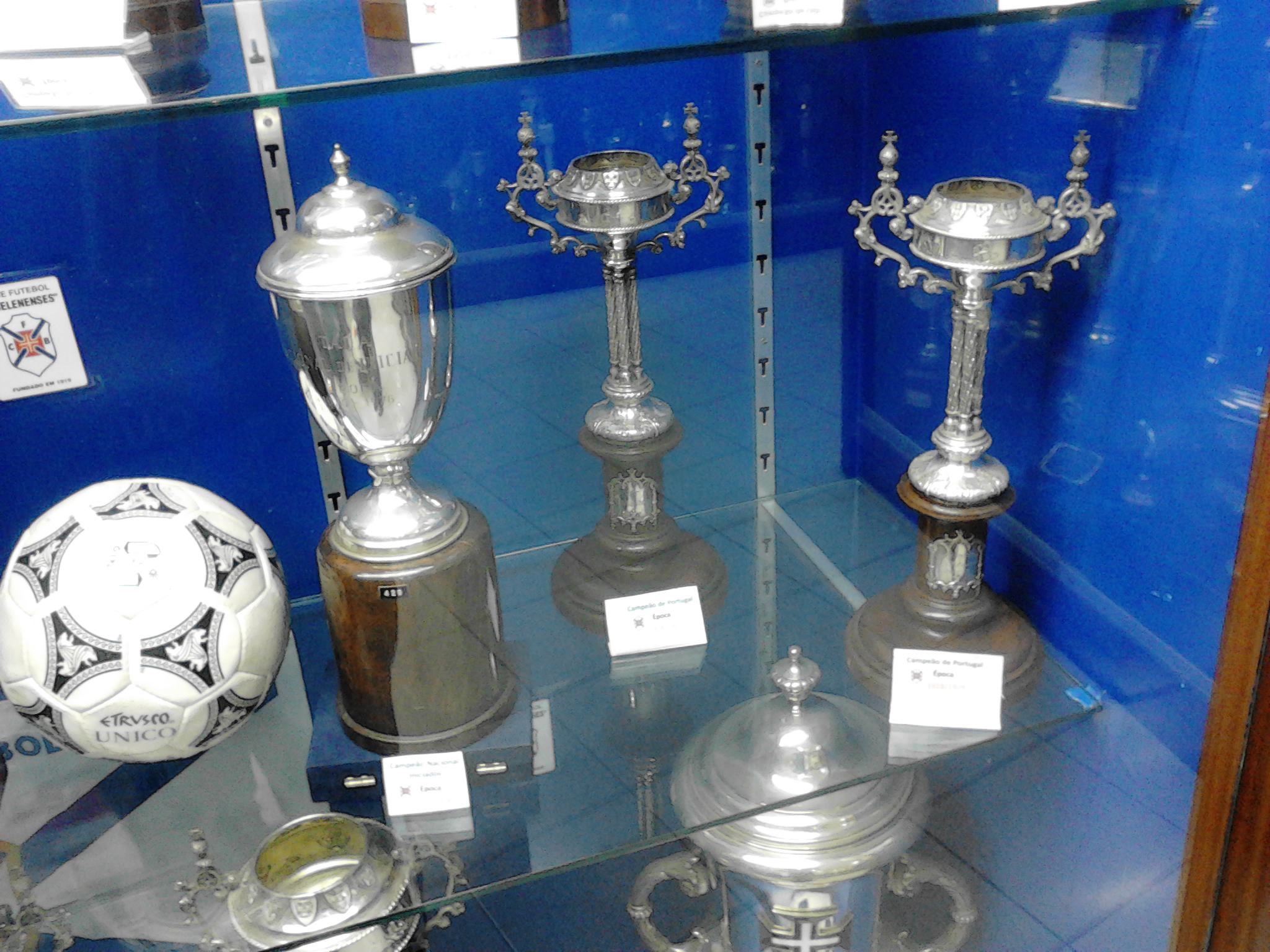
Кубки чемпиона Португалии 1927 и 1929 года
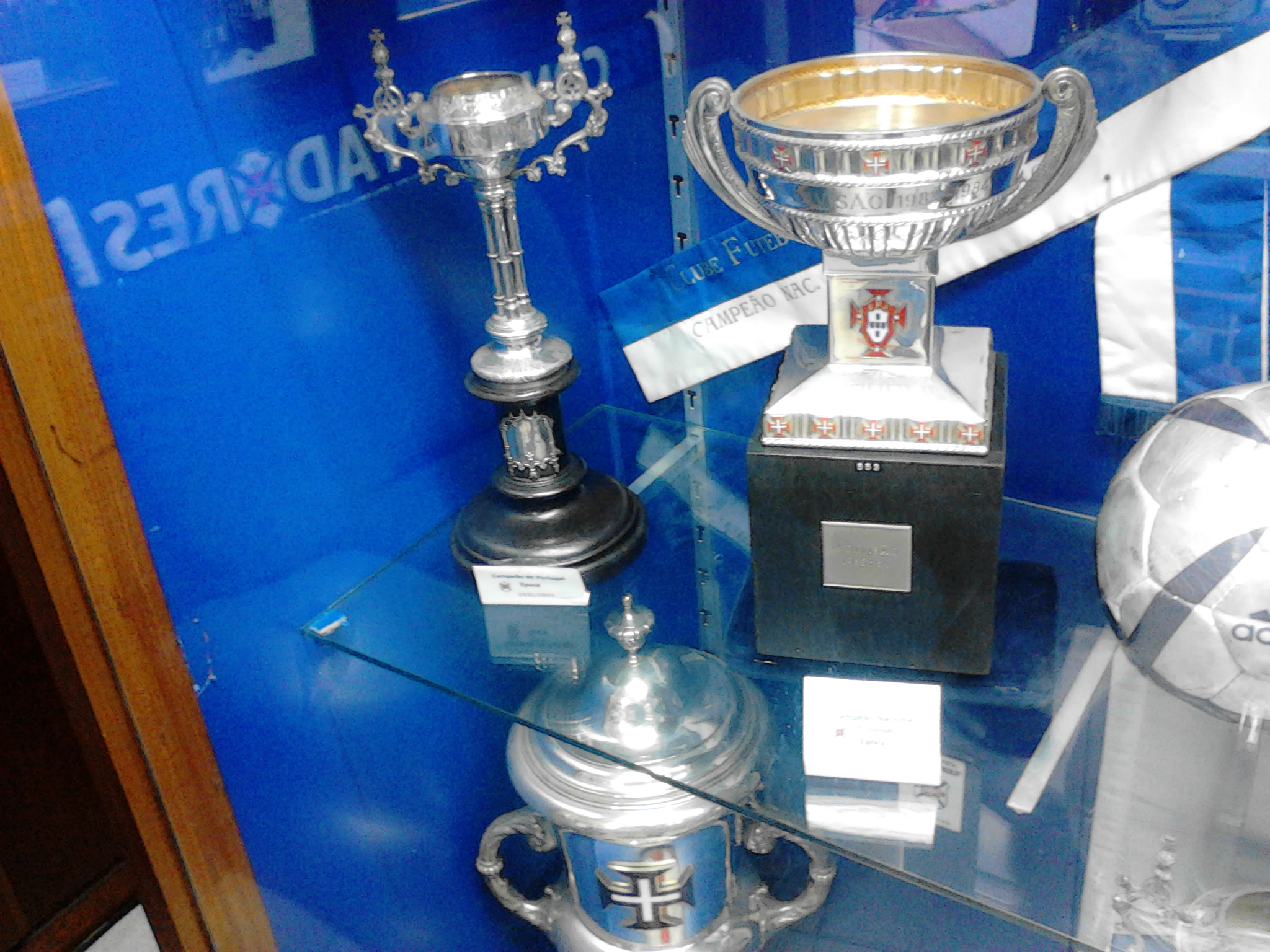
Кубок чемпиона Португалии 1933 года и чемпионский трофей 2-го дивизиона Португалии 1984 года
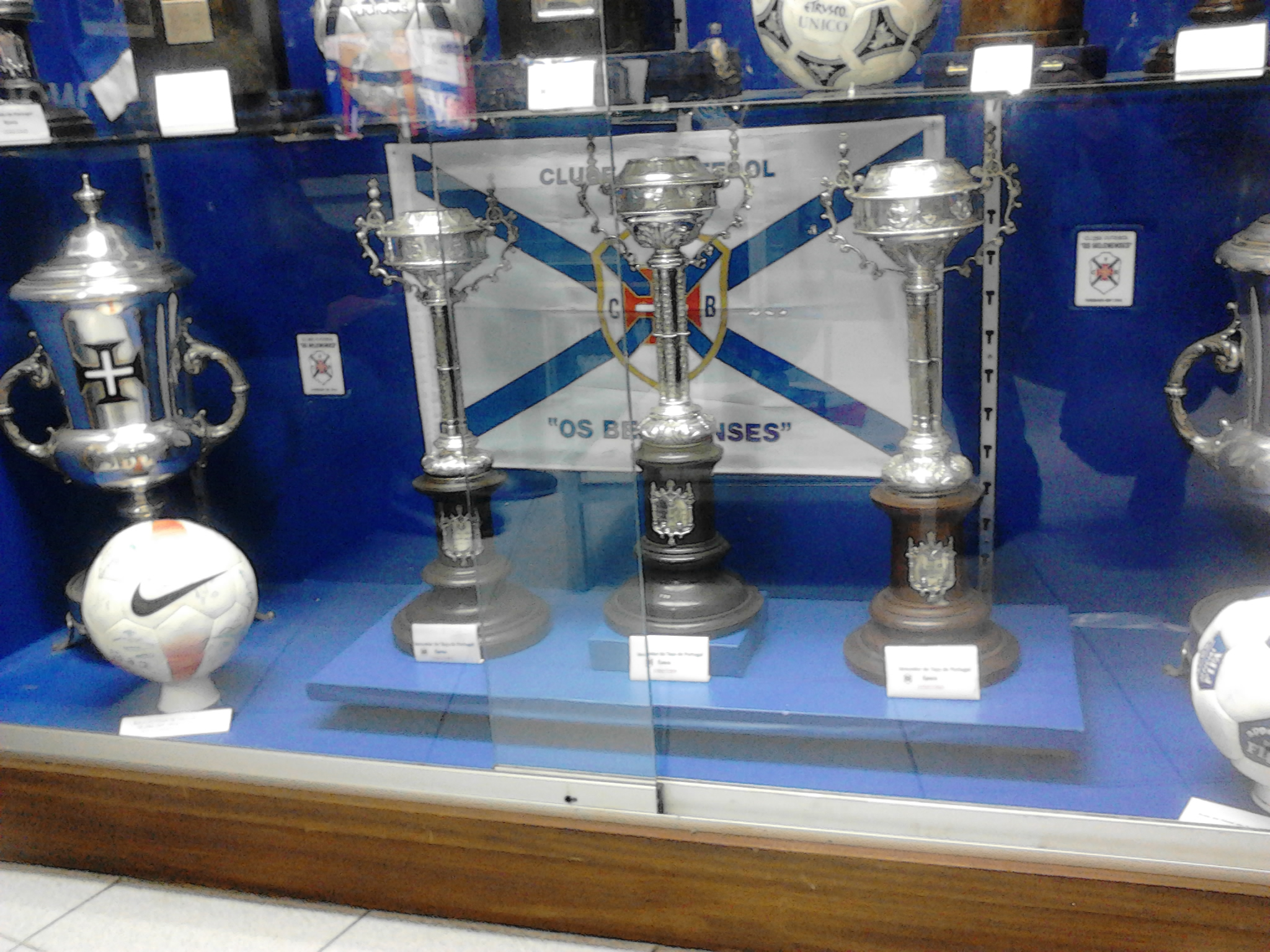
Кубки Португалии по футболу 1941/42, 1959/60 и 1988/89
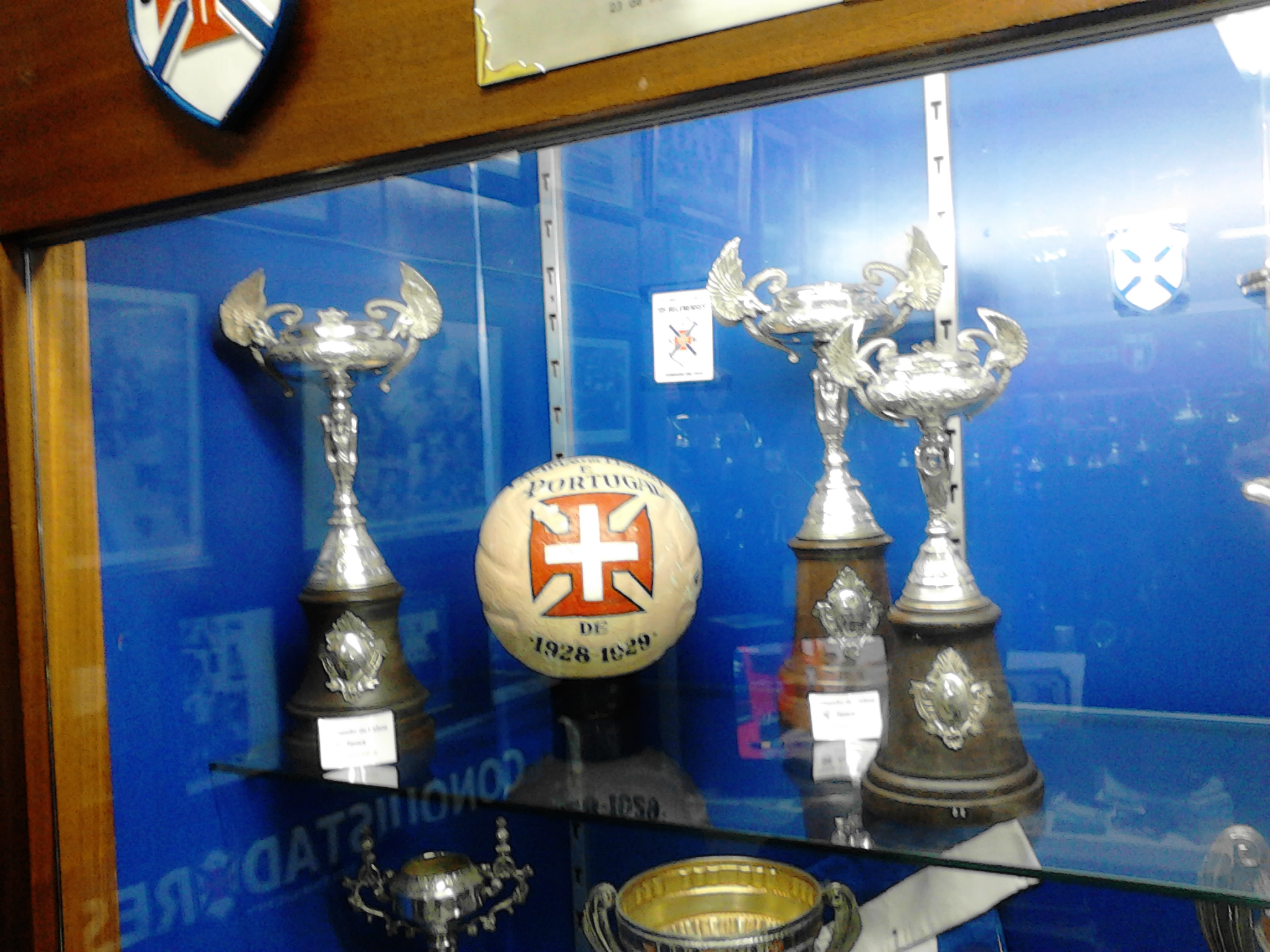
Кубки чемпиона Лиссабона по футболу
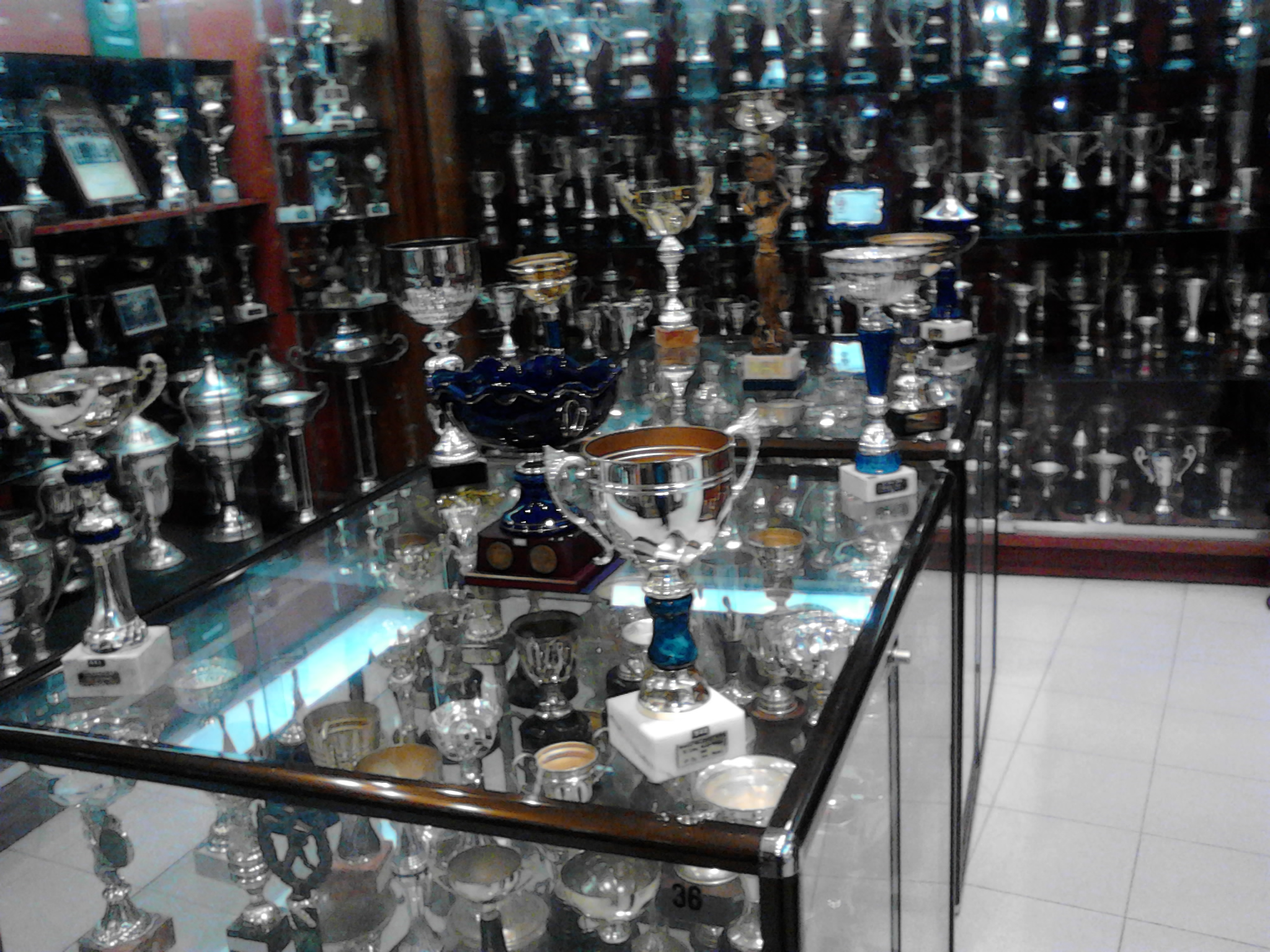
7-й зал музея
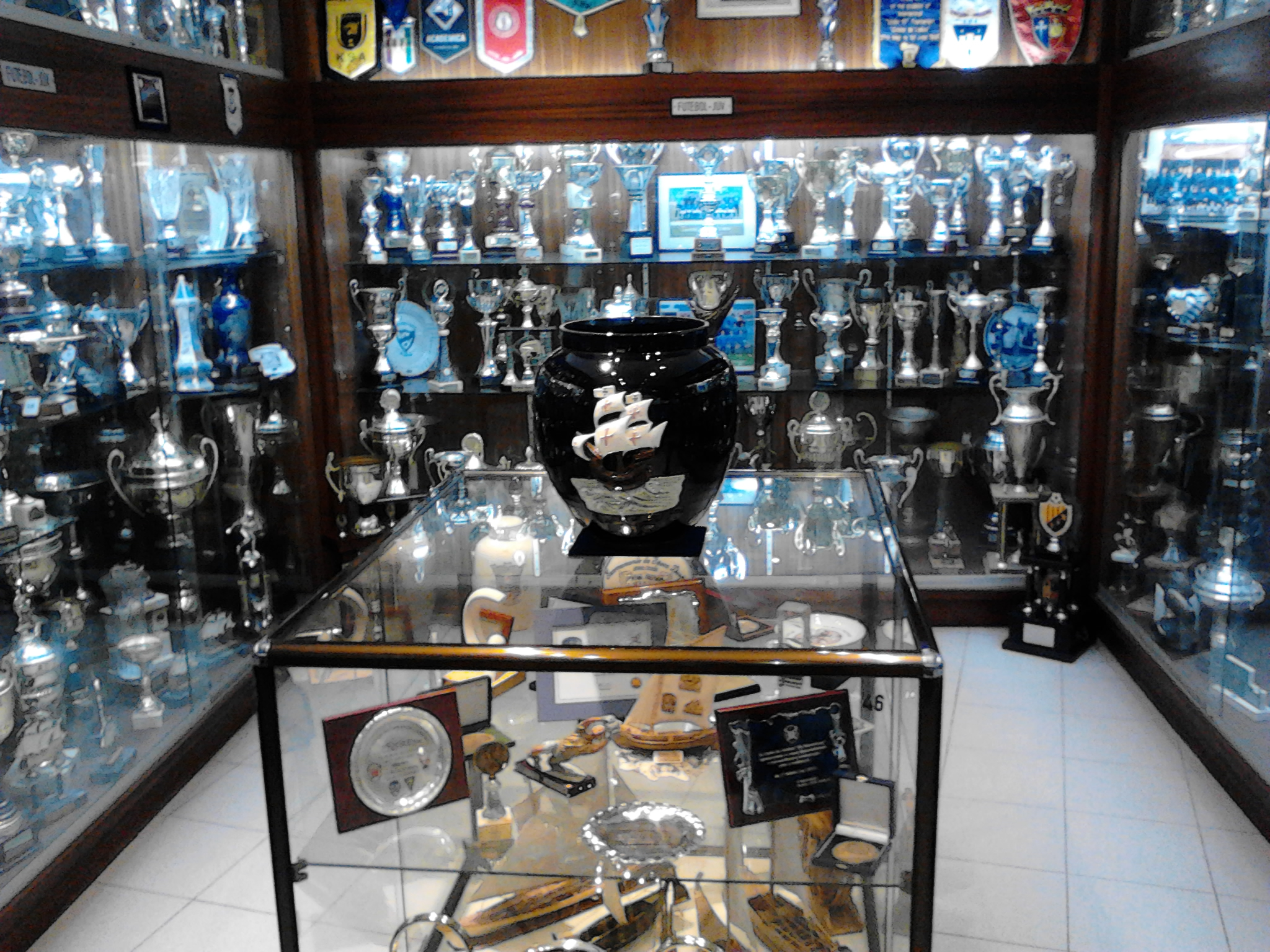
Молодежные трофеи «Белененсеша»
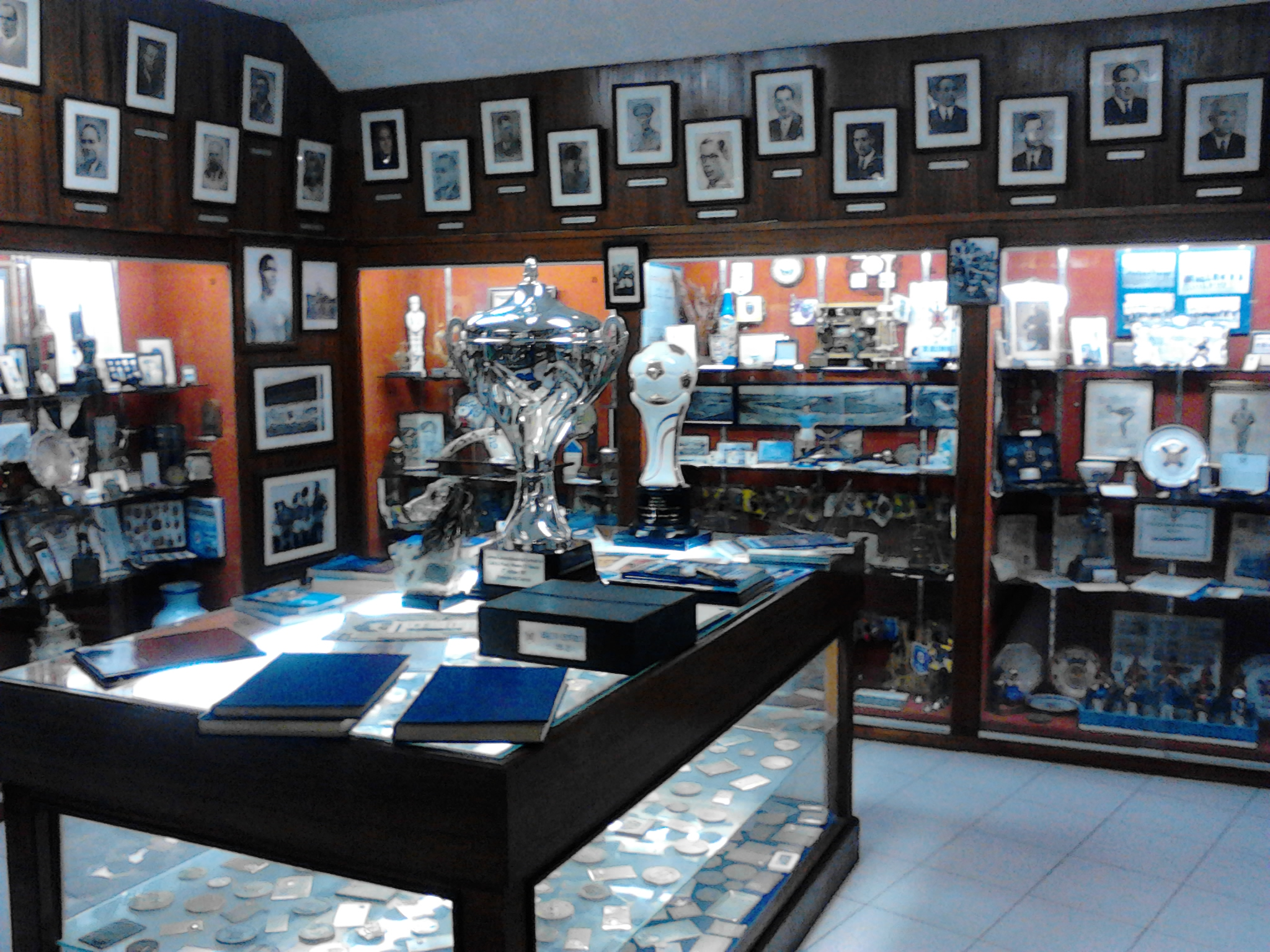
Зал посвященный истории клуба
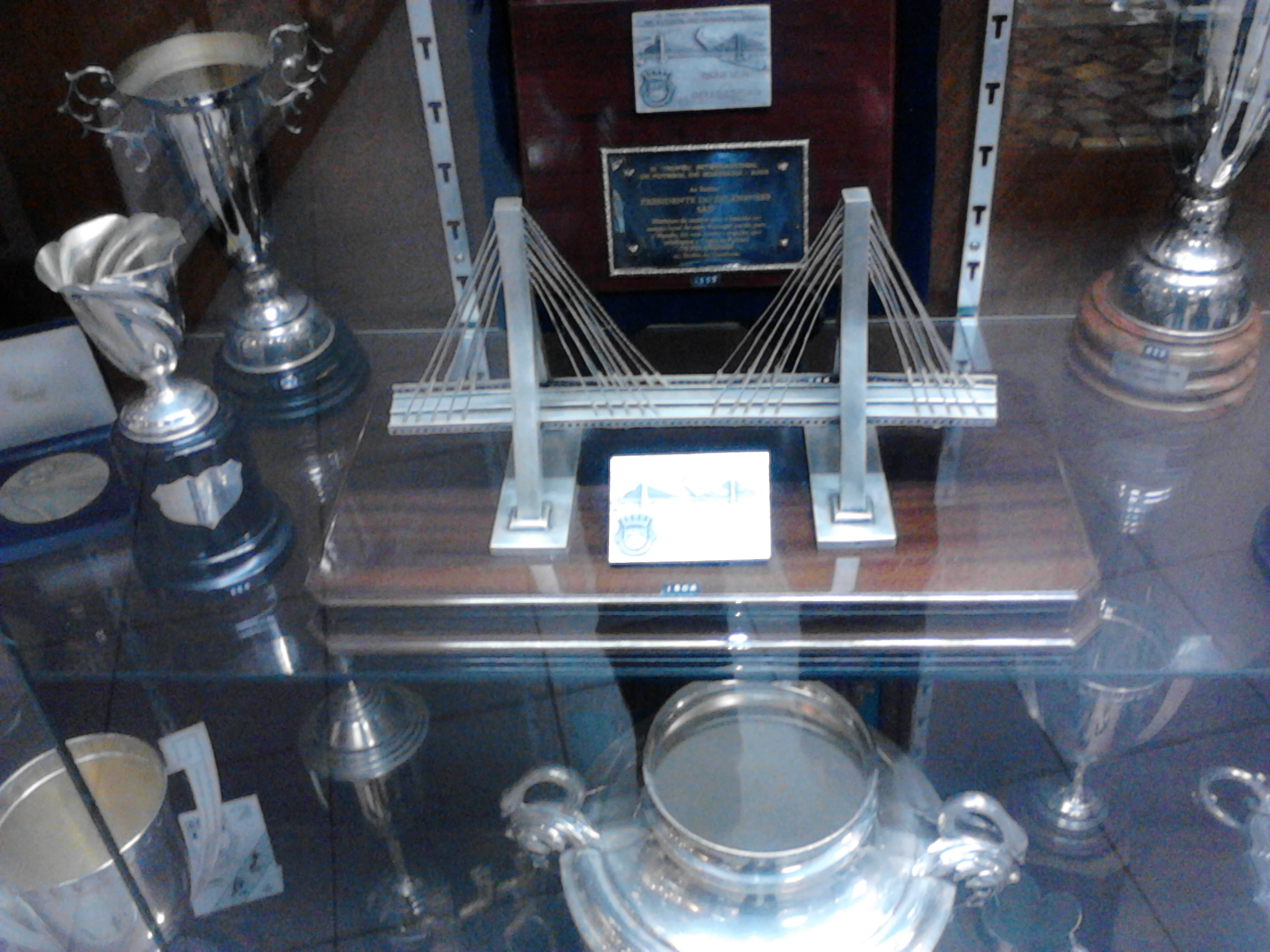
Трофей Гвидианы выигранный клубом в 2003 году

## Болельщики

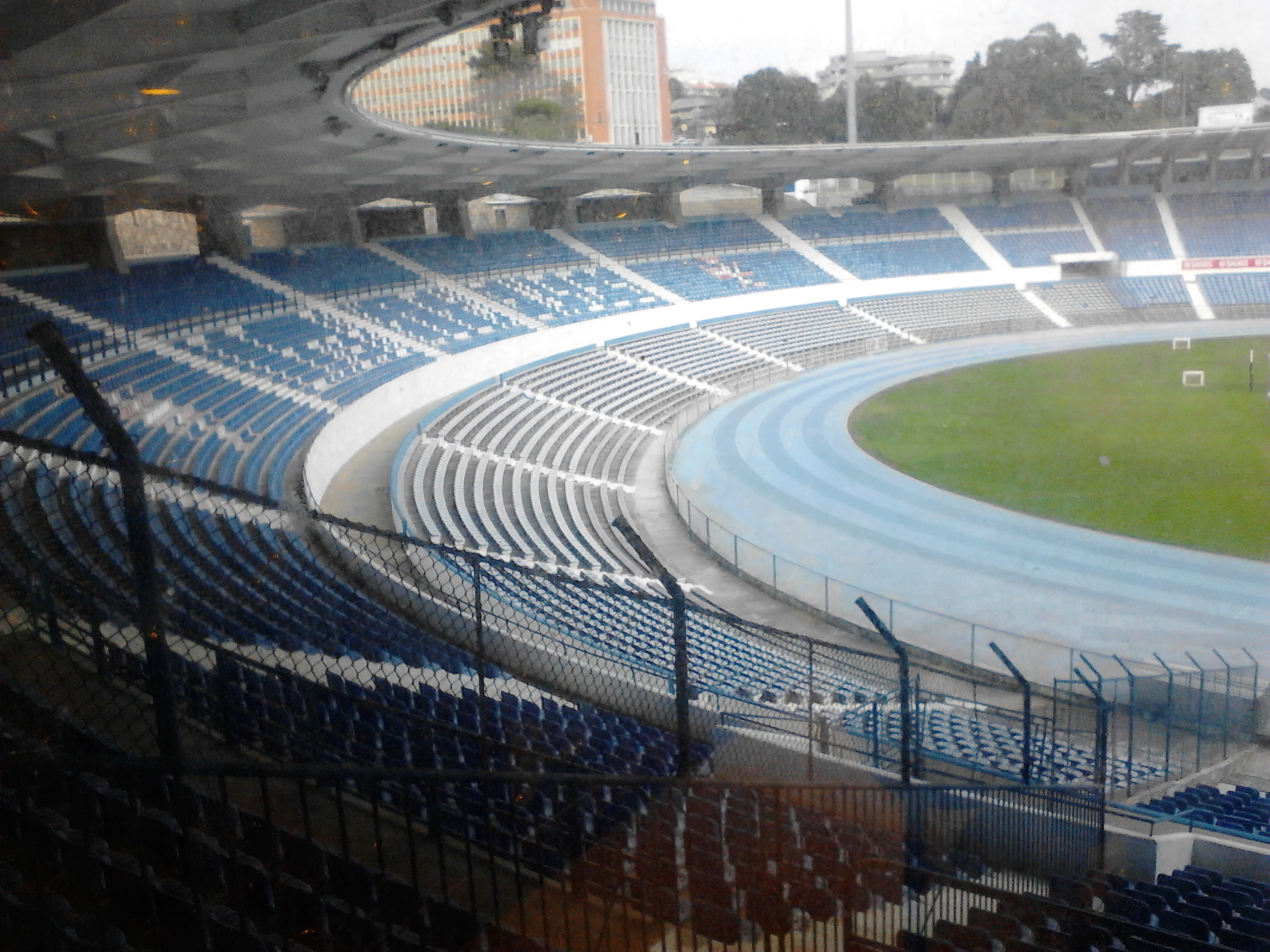
Трибуны Ду Рештелу.

Даже после своего упадка и постепенного исключения клуба из «большой четверки», «Белененсеш» по-прежнему остается одним из самих популярных португальских футбольных клубов, как и в своей стране, так и в мире. Во многом этому способствовало то, что своего расцвета «Белененсеш» достиг в период колониальной Португалии, из-за чего его популярность быстро набрала обороты во всех уголках империи. Помимо этого не малую роль в этом процессе сыграла и португальская иммиграция. В пользу этого факта играет случай 2007 года, когда на игру финала Кубка Португалии поддержать свою команду приехали болельщики из множества бывших португальских колоний, а также стран вроде Канады и США куда в прошлом эмигрировало немало португальцев.
Самой известной группировкой ультрас «Белененсеша» являются основанные в 1984 году «Fúria Azul». Одна из самих старых группировок ультрас в Португалии в свое время она сыграла важную роль в развитии ультрас движения в стране. 80-е годы можно назвать очень важным временем в становлении «Fúria Azul». Участия «Белененсеша» в еврокубках и финалах кубка Португалии в 1986, 1989 годах способствовали их быстрому росту и широкой известности, как в Португалии, так и за её пределами. Несмотря на большую преданность команде «Fúria Azul» неоднократно имела конфликты с руководством клуба, ввиду различных требований некоторых президентов клуба, от смены названия, до смены методов поддержки. Группировка поддерживает дружбу с «Insane guys» (Витория Гимарайнш) и «A Alma Salgueirista» (Салгейруш), а также находится в плохих отношениях с «Panthers Negras» (Боавишта). «Fúria Azul» не ограничивается поддержкой только футбольного клуба и поддерживает команды «Белененсеша» в других видах спорта вроде гандбола, баскетбола, регби и волейбола. В настоящее время штаб-квартира «Fúria Azul» находится на «Ду Рештелу», где для болельщиков клуба функционирует небольшой спорт-бар и игровые комнаты.

## Выступления в еврокубках
| Сезон   | Турнир                        | Раунд            | Клуб                    | 1-й матч | 2-й матч | Итого     |
| ------- | ----------------------------- | ---------------- | ----------------------- | -------- | -------- | --------- |
| 1961/62 | Кубок ярмарок                 | 1/16             | Хиберниан               | 1-3      | 3-3      | 4-6       |
| 1962/63 | Кубок ярмарок                 | 1/16             | Барселона               | 1-1      | 1-1      | 2-23:2    |
| 1963/64 | Кубок ярмарок                 | 1/16             | Трешневка               | 2-0      | 2-1      | 4-1       |
| 1963/64 | Кубок ярмарок                 | 1/8              | Рома                    | 0-1      | 1-2      | 1-3       |
| 1964/65 | Кубок ярмарок                 | 1/32             | Шелбурн                 | 1-1      | 0-0      | 1-12:1    |
| 1973/74 | Кубок УЕФА                    | 1/32             | Вулверхэмптон Уондерерс | 0-2      | 1-2      | 1-4       |
| 1976/77 | Кубок УЕФА                    | 1/32             | Барселона               | 2-2      | 2-3      | 4-5       |
| 1987/88 | Кубок УЕФА                    | 1/32             | Барселона               | 1-0      | 0-2      | 1-2       |
| 1988/89 | Кубок УЕФА                    | 1/32             | Байер 04                | 1-0      | 1-0      | 2-0       |
| 1988/89 | Кубок УЕФА                    | 1/16             | Вележ                   | 0-0      | 0-0      | 0-04:3    |
| 1989/90 | Кубок обладателей кубков УЕФА | 1/32             | Монако                  | 1-1      | 0-3      | 1-4       |
| 2007/08 | Кубок УЕФА                    | Плей-офф         | Бавария                 | 0-2      | 0-1      | 0-3       |
| 2015/16 | Лига Европы УЕФА              | 3-й раунд отбора | Гётеборг                | 2-1      | 0-0      | 2-1       |
| 2015/16 | Лига Европы УЕФА              | Плей-офф         | Райндорф Альтах         | 0-0      | 1-0      | 1-0       |
| 2015/16 | Лига Европы УЕФА              | Группа I         | Базель                  | 0-2      | 2-1      | 4-е место |
| 2015/16 | Лига Европы УЕФА              | Группа I         | Фиорентина              | 0-4      | 0-1      | 4-е место |
| 2015/16 | Лига Европы УЕФА              | Группа I         | Лех                     | 0-0      | 0-0      | 4-е место |

## Состав
| №             | Игрок               | Страна       | Дата рождения             | Бывший клуб          |         |         |
| Вратари       | Вратари             | Вратари      | Вратари                   | Вратари              | Вратари | Вратари |
| ------------- | ------------------- | ------------ | ------------------------- | -------------------- | ------- | ------- |
| 16            | Эрве Коффи          | Буркина-Фасо | 16 октября 1996 (28 лет)  | Лилль                |         |         |
| 24            | Угу Вентура         | Португалия   | 14 января 1988 (37 лет)   | Риу Аве              |         |         |
| 77            | Филипе Мендеш       | Португалия   | 17 июня 1985 (40 лет)     | Реал СК              |         |         |
| 95            | Андре Морейра       | Португалия   | 2 декабря 1995 (29 лет)   | В аренде у Атлетико  |         |         |
| Защитники     |                     |              |                           |                      |         |         |
| 2             | Жуан Диогу          | Португалия   | 28 февраля 1988 (37 лет)  | Маритиму             |         |         |
| 4             | Диниш Алмейда       | Португалия   | 28 мая 1995 (30 лет)      | В аренде у Монако    |         |         |
| 14            | Домингуш Дуарте     | Португалия   | 10 марта 1995 (30 лет)    | В аренде у Спортинга |         |         |
| 29            | Флоран Анен         | Франция      | 4 февраля 1990 (35 лет)   | Санкт-Галлен         |         |         |
| 37            | Гонсалу Силва       | Португалия   | 4 июня 1991 (34 года)     | Брага                |         |         |
| 74            | Гонсалу Тавареш     | Португалия   | 16 мая 1997 (28 лет)      | Спортинг             |         |         |
| 76            | Мика Пинту          | Португалия   | 4 июня 1993 (32 года)     | Спортинг             |         |         |
| Полузащитники |                     |              |                           |                      |         |         |
| 6             | Ориоль Росель       | Испания      | 7 июля 1992 (33 года)     | В аренде у Спортинга |         |         |
| 7             | Мигел Роза          | Португалия   | 13 января 1989 (36 лет)   | Бенфика              |         |         |
| 8             | Андре Соуза         | Португалия   | 9 июля 1990 (35 лет)      | Академику Визеу      |         |         |
| 18            | Роберт Оман-Перссон | Швеция       | 26 марта 1987 (38 лет)    | Эребру               |         |         |
| 21            | Бернарду Диаш       | Португалия   | 4 января 1997 (28 лет)    | Оэйраш               |         |         |
| 23            | Хассан Йебда        | Алжир        | 14 мая 1984 (41 год)      | Аль-Фуджайра         |         |         |
| 25            | Витор Гомеш         | Португалия   | 25 декабря 1987 (37 лет)  | Морейренсе           |         |         |
| 92            | Фабиу Нунеш         | Португалия   | 24 июля 1992 (32 года)    | Тондела              |         |         |
| Нападающие    |                     |              |                           |                      |         |         |
| 9             | Тиагу Каэйру        | Португалия   | 29 марта 1984 (41 год)    | Атлетику Лиссабон    |         |         |
| 11            | Бетинью             | Португалия   | 21 июля 1993 (31 год)     | Спортинг             |         |         |
| 16            | Мауридес            | Бразилия     | 10 марта 1994 (31 год)    | Интернасьонал        |         |         |
| 20            | Хуанто Ортуньо      | Испания      | 11 февраля 1992 (33 года) | Понферрадина         |         |         |
| 30            | Абель Камара        | Гвинея-Бисау | 6 января 1990 (35 лет)    | Оэйраш               |         |         |
| 59            | Имад Фараж          | Франция      | 11 февраля 1999 (26 лет)  | Лилль                |         |         |
| 70            | Диогу Виана         | Португалия   | 22 февраля 1990 (35 лет)  | ЦСКА София           |         |         |
| 95            | Комнен Андрич       | Сербия       | 1 июля 1995 (30 лет)      | ОФК Белград          |         |         |

## Другие виды спорта
Основанный в 1919 году как футбольный клуб, «Белененсеш» со временем стал мультиспортивным клубом. Основными направлениями деятельности в настоящее время являются: футбол, гандбол, баскетбол, футзал, регби, пляжный футбол и лёгкая атлетика. За исключением, созданной в 2003 году команды по футзалу, «Белененсеш» преуспел и выигрывал национальный чемпионат во всех этих видах спорта, однако самым известным из всех спортивных направлений клуба по-прежнему является именно футбол.

### Регби
Регбийный клуб «Белененсеш» был основан 28 декабря 1928 года. В этот день клуб сыграл свой первой официальной матч против «Бенфики», закончившейся разгромом последней со счетом 11:0. Федерация Португалии по регби была основана лишь в сентябре 1957 года. «Белененсеш» является первым чемпионом страны по регби.

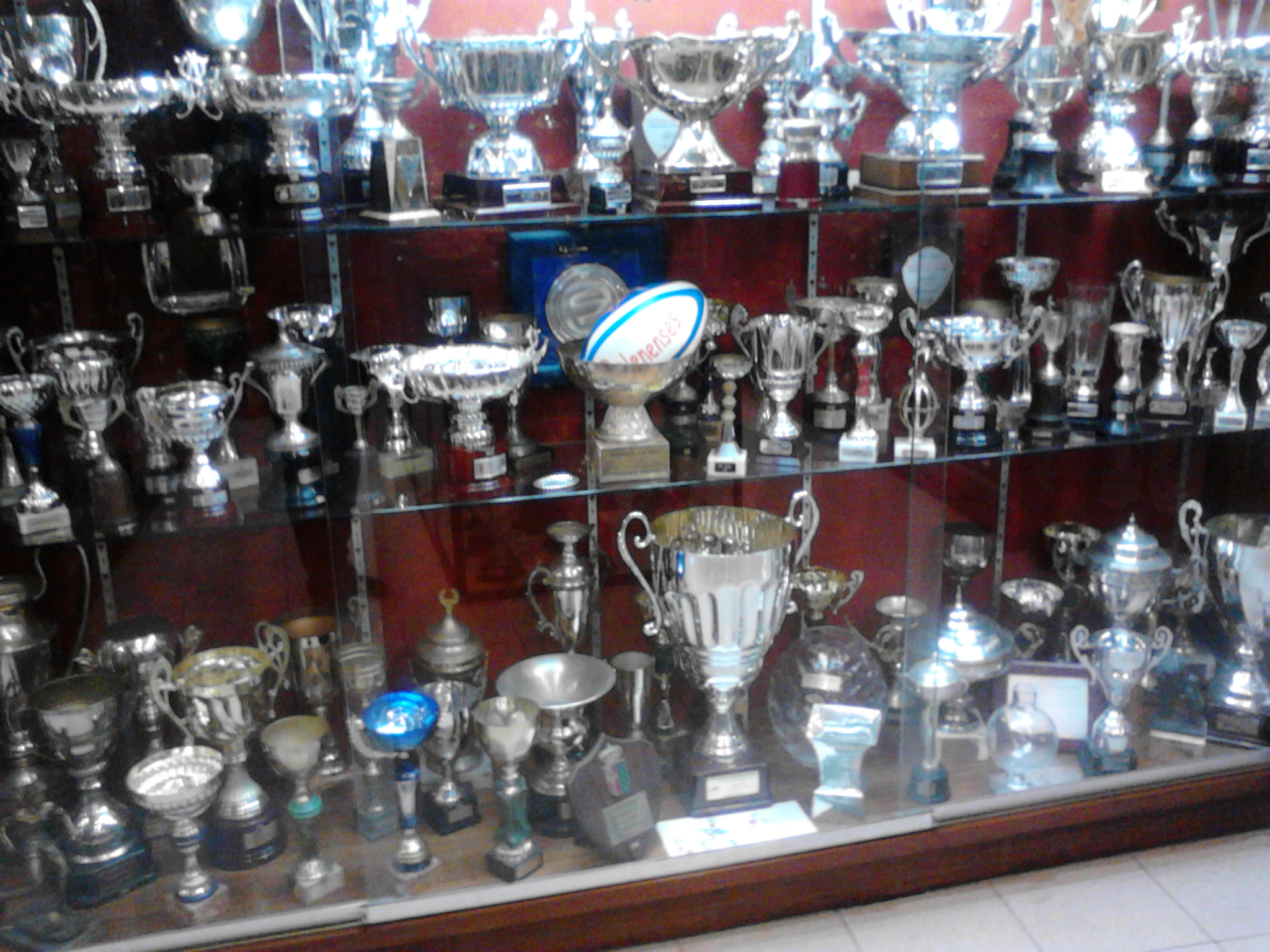
Регбийные трофеи «Белененсеша» в экспозиции клубного музея

#### Достижения
- Чемпионат Португалии
  - Чемпион (8): 1957/58, 1962/63, 1972/73, 1974/75, 2002/03, 2007/08, 2017/18, 2021/22
- Кубок Португалии
  - Обладатель (6): 1959, 1964, 2001, 2019, 2021, 2022
  - Финалист (6): 1971, 1978, 1982, 1989, 2005, 2009
- Суперкубок Португалии
  - Обладатель (7): 2001, 2003, 2005, 2018, 2019, 2021, 2022

### Баскетбол

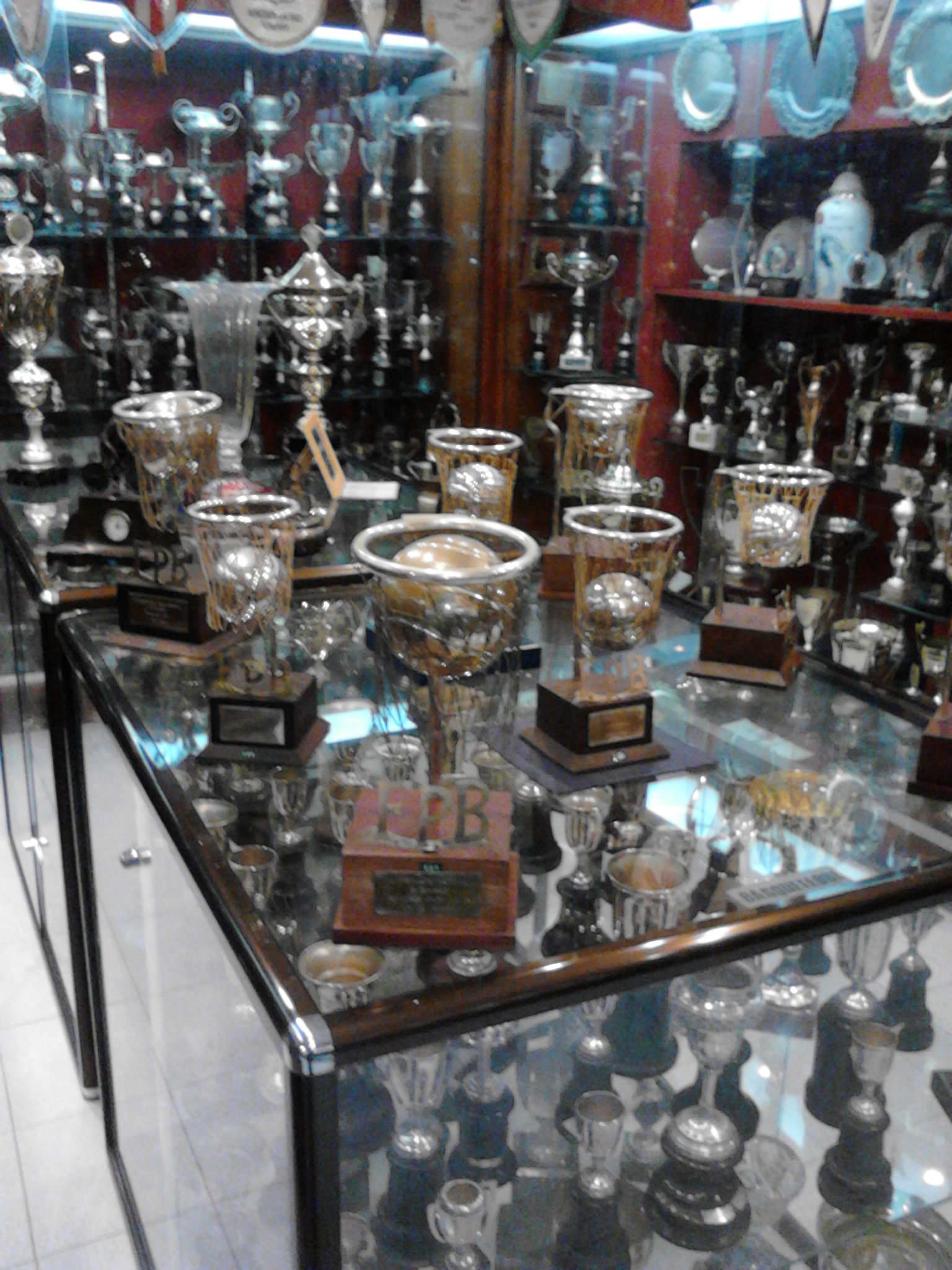
Баскетбольные трофеи «Белененсеша» в экспозиции клубного музея

Основан в 1919 году, также как и футбольная команда. Лучшими моменты в истории команды является период с конца 1930-х до конца 1950-х годов, когда «Белененсеш» выиграл два чемпионата лиги и два кубка Португалии. В 2004 году клуб дебютировал в еврокубках, а в 2007 году «Белененсеш» дошел до финала национального кубка. В сезоне 2008/09 был отстранен от выступлений из-за финансовых проблем, сезоном позже восстановил свои выступления.
«Белененсеш» является первым чемпионом Португалии по женскому баскетболу (1934 год).

#### Достижения
- Чемпионат Португалии
  - Чемпион (2): 1938/39, 1944/45
- Кубок Португалии
  - Обладатель (2): 1944/45, 1958/59

### Гандбол

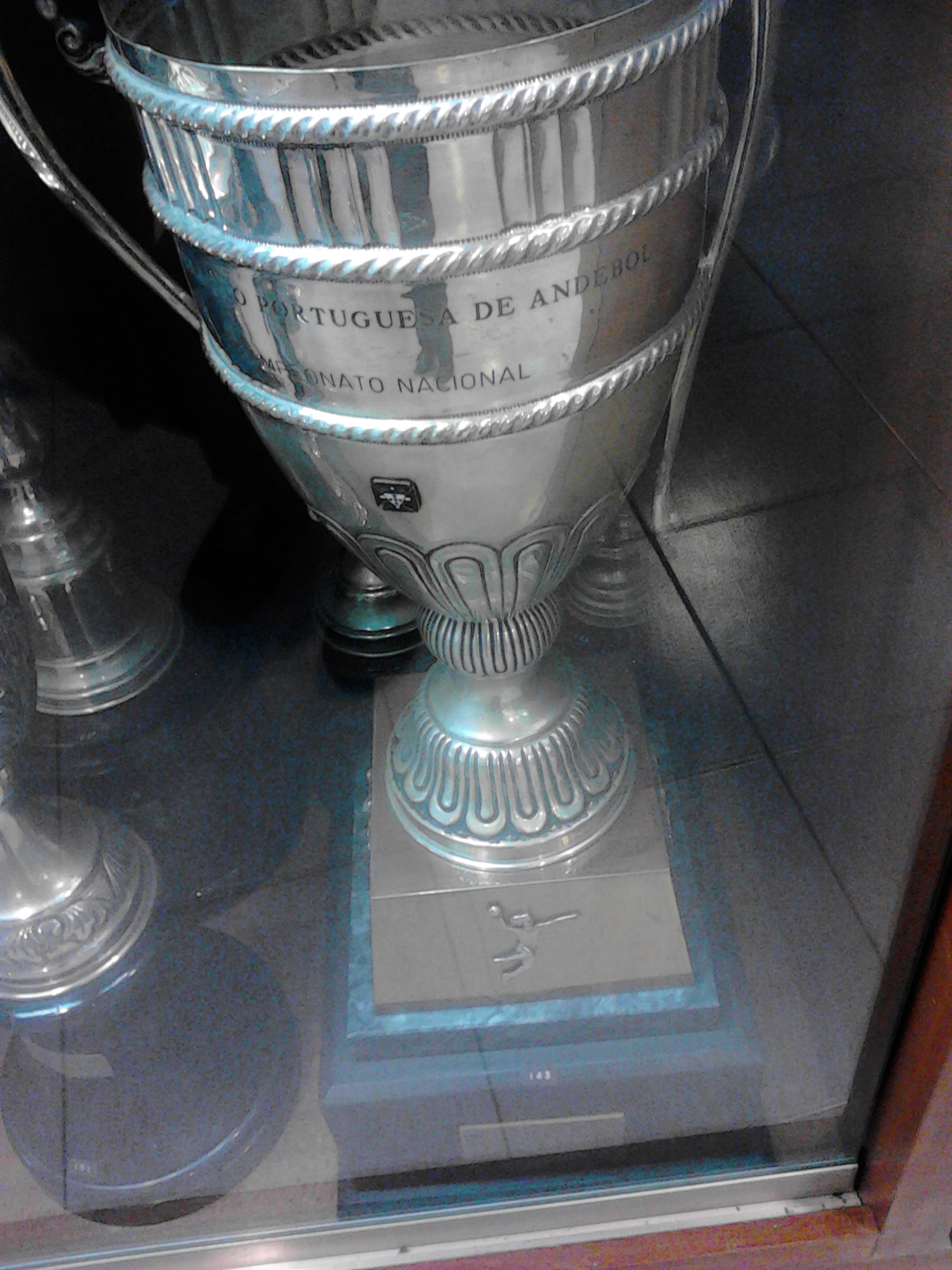
Один из чемпионских кубков в экспозиции клубного музея

Основан в 1932 году.

#### Достижения
- Чемпионат Португалии
  - Чемпион (5): 1973/74, 1975/76, 1976/77, 1984/85, 1993/94
- Кубок Португалии
  - Обладатель (4): 1973/74, 1977/78, 1981/82, 1983/84
- Суперкубок Португалии
  - Обладатель (1): 1982/83
- Кубок Португальской гандбольной лиги
  - Обладатель (1): 2005/06

### Футзал

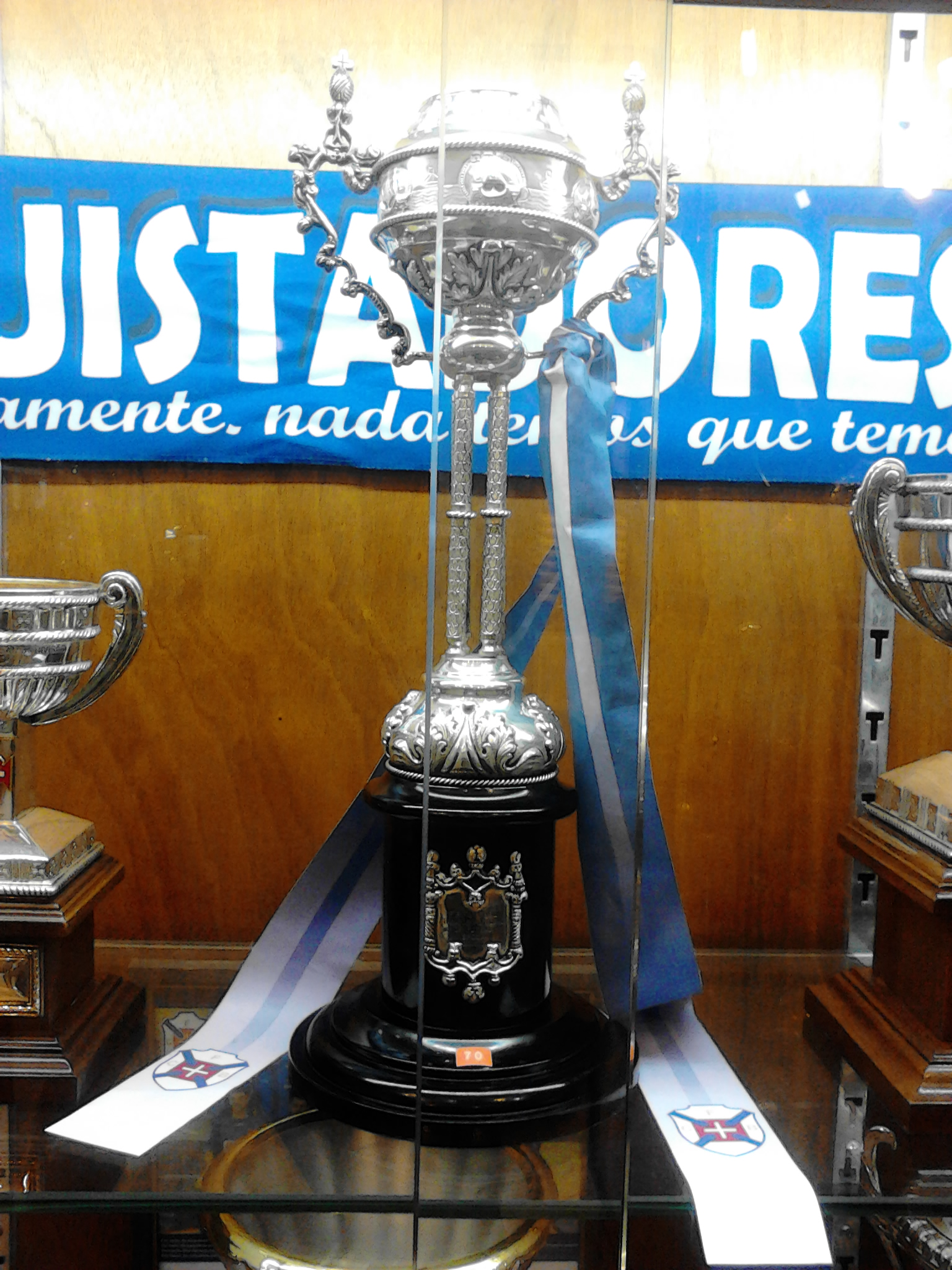
Кубок Португалии по футзалу в экспозиции клубного музея

Основан в 2003 году, и является самым молодым клубным направлением в настоящий момент.

#### Достижения
- Чемпионат Португалии
  - Вице-чемпион (2): 2007/08, 2008/09
- Кубок Португалии
  - Обладатель (1): 2009/10
  - Финалист (1): 2008/09
- Суперкубок Португалии
  - Финалист (2): 2009, 2010